# جهرم
جَهرُم (به پارسی میانه:  گهرم) یکی از شهرهای استان فارس و مرکز شهرستان جهرم است. جمعیت این شهر طبق سرشماری سال ۱۳۹۵ برابر با ۱۴۱٬۶۳۴ نفر بوده‌است. جهرم بزرگ‌ترین و پرجمعیت‌ترین شهر نیمهٔ جنوبی استان فارس، دومین شهر بزرگ و سومین شهر پرجمعیت در استان فارس و هشتمین شهر بزرگ جنوب ایران است. شهر جهرم به دلیل دارا بودن بالاترین شاخص‌های جمعیتی و توسعه‌یافتگی، مهم‌ترین گزینه برای مرکزیت سیاسی جنوب استان فارس در صورت تقسیم به‌شمار می‌رود.
جهرم از شهرهای تاریخی ایران است. بانی و سازندهٔ شهر جهرم اردشیر یکم پسر خشایارشا پنجمین پادشاه هخامنشی عنوان شده‌است. فردوسی در شاهنامه، در موارد متعددی به خصوص در داستان‌های مربوط به اردشیر بابکان، از جهرم نام برده‌است. آثار باستانی و جاذبه‌های گردشگری فراوانی در جهرم وجود دارند. آتشکده جهرم، بازار جهرم، مسجد جامع، مدرسه خان و غار سنگ‌تراشان از شناخته‌شده‌ترین آثار تاریخی جهرم هستند.
جهرم در منطقهٔ نیمه‌خشک گرم قرار گرفته و میزان بارندگی آن حدود ۲۸۵ میلی‌متر در سال می‌باشد. میانگین دمای این شهر حدود ۲۰ درجهٔ سانتی گراد است. بیشینهٔ دما در تابستان به ۴۰٫۵ درجه و کمینهٔ دما در زمستان به ۲٫۴ درجه سانتی‌گراد می‌رسد. ارتفاع متوسط جهرم، حدود ۱۰۵۰ متر از سطح دریاست. بیشتر اهالی جهرم شیعه و فارسی‌زبان می‌باشند.
بعضی از ارتفاعات جهرم را به‌طور پراکنده درختان بومی و طبیعی پوشانده‌اند. پوشش گیاهی جهرم بخشی از آن نوار جنگلی‌ است که از پیرانشهر کُردستان در شمال‌غرب ایران شروع و در امتداد رشته جبال زاگرس و بختیاری تا اطراف جهرم و فسا در استان فارس ادامه می یابد.
جهرم قطب درمانی جنوب کشور، و با داشتن منطقهٔ ویژهٔ اقتصادی، بندر خشک، پتروشیمی، فرودگاه بین‌المللی، گمرک و نیروگاه سیکل ترکیبی و دو شهرک صنعتی از قطب‌های صنعتی کشور است. جهرم از شهرهای دارای فرمانداری ویژه است و شهرداری آن نیز دومین شهرداری استان فارس از نظر تاریخ تأسیس و درجه شهرداری (پس از شیراز) می‌باشد.
اقتصاد جهرم برپایه کشاورزی و صنعت استوار است و مهم‌ترین فراورده‌های کشاورزی آن خرما و مرکبات است. جهرم به «بزرگترین باغ شهر ایران» معروف است و با تولید بیش از یک میلیون تن محصولات باغی در سال، ۲/۱ درصد از خرما و ۶ درصد از مرکبات جهان را تولید می‌کند.

## نام
دربارهٔ وجه تسمیه جهرم سه نظریه وجود دارد:
- به استناد نام جهرم در کارنامه اردشیر بابکان که به خط پهلوی «زرهم» نوشته شده‌است، بعضی جهرم را به معنای «خانه سبز» یا «جایگاه سبز» دانسته‌اند.[۲۲]
- بنا به نظر احمد کسروی در نام‌هایی مثل جهرم و سمیرم پسوند «رم» به معنی جا و مکان است. «جه» و «سم» هم تغییر شکل یافته «گه» و «زم» هستند که به معنی گرم و سرد هستند؛ بنابراین جهرم یعنی «جای گرم».
- جهرم مرکب از «جا» و «هروم» است که «جا» به معنی «مکان» و «هروم» در زبان اوستایی به معنی «دژ بلند و محروسه» است که خود جداگانه بدین صورت نام دیگر شهر برزه (تخت سلیمان فعلی) در آذربایجان، در نزدیکی شهر مراغه است. در سایت تحقیقاتی لیبر در باب تاریخچهً شهر جهرم چنین آمده‌است:

«بنای شهر جهرم را به همای دخت بهمن فرزند اسفندیار نسبت می‌دهند. به روایت مورخان، بنای این شهر به سده سوم قبل از میلاد مسیح می‌رسد و این شهر توسط اردشیر یکم، پنجمین پادشاه هخامنشی، بنا شده‌است.»

### لقب‌ها
«چتر سبز» یکی از لقب‌های جهرم است که به خاطر شباهت توده‌های انبوده درختان نخل اطراف جهرم به چتری سبزرنگ است. «دارالمومنین»، دیگر لقب شهر جهرم است که توسط آیت‌الله خامنه‌ای به دلیل حضور پررنگ مردم جهرم در صحنه‌های انقلاب اسلامی و جنگ تحمیلی انتخاب شده‌است. جهرم همچنین به «شهر طلای ترش» و «دیار نخل و نارنج» نیز معروف است.

## تاریخ
جهرم از شهرهای بسیار قدیمی ایران است که نام قبلی آن گهرم بوده‌است. به روایت مورخان و محققان تاریخ شهر جهرم به سده چهارم قبل از میلاد می‌رسد. روایت شاهنامه فردوسی از آبادانی جهرم در دوره هخامنشی و ساسانی حکایت می‌کند.

### پیش از اسلام

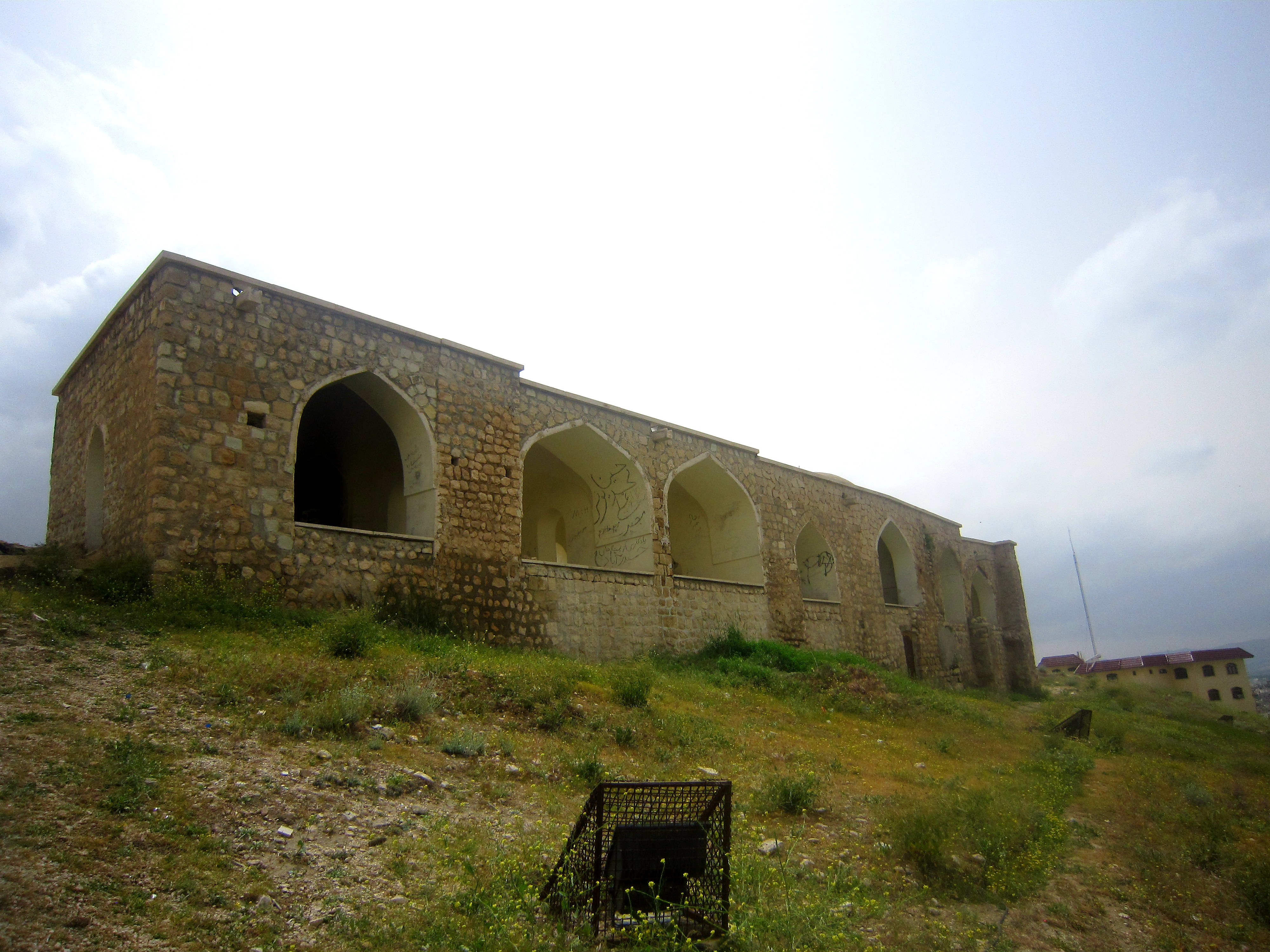
قدمگاه جهرم، اثری مربوط به دوره ساسانیان

حمدالله مستوفی در نزهةالقلوب می‌نویسد «جهرم شهری وسط و از بناهای بهمن بن اسفندیار است.» اگر چه بهمن و اسفندیار و غیره جنبهٔ افسانه‌ای داشته و سندیت تاریخی ندارد ولی توجه به اشارات تاریخی از سرنوشت دارا و اردشیر و بهرام گور و غیره و اشارات فردوسی چنین به نظر می‌رسد که جهرم در دوران قبل از اسلام دارای اهمیت مخصوصی بوده و یکی از شهرهای معتبر فارس به‌شمار می‌رفته‌است و حتی اشتهار آن در داستان‌های قدیم ایران به حدی بوده که در سرگذشتهای اسکندر و دارا نیز نامی از این شهر به میان می‌آید؛ و به‌طور خلاصه از داستان‌های اشاره شده در شاهنامه و دیگر منابع تاریخی چنین بر می‌آید که جهرم در ان زمان در بین شهرهای فارس، به صورت دژی مستحکم و نقطه سوق‌الجیشی پراهمیتی بوده و در تمام داستان‌های مربوط، آخرین موضع حفاظتی در خط عقب‌نشینی بوده‌است؛ و آثار بناهای مشهور به قلعه گبری که در دامنه کوه‌های جنوبی و شمال غربی شهر هنوز باقی است نام برد که به سبک معماری ساسانی ساخته شده‌است.
اسناد و آثار تاریخی گویای آنست که جهرم در دوره هخامنشی تأسیس می‌شود و دردوره ساسانیان اوج می‌گیرد و گسترش پیدا می‌کند. شهر جهرم از اهمیت ویژه ای برخوردار بوده است به طوری که در زمان ساسانیان این شهر منطقه شاهزاده نشین بوده که این شاهزادگان ساسانی در محله کوشکک امروزی ساکن بوداند که وجه تسمیه کوشکک برگرفته از قصر کوچک است که در مرکز این محله بوده که بر اساس شاهنامه فردوسی فرخزاد خسرو پسر خسرو پرویز پس از مرگ آزرمیدخت یا به گزارش طبری پس از مرگ خسرو پسر مهر گشنسب به مدت 1ماه پادشاهی با نوشیدن می آمیخته به زهر از دست یک بنده ی دربار از پای در امد.  آثار به جا مانده از آن دوران مانند چندین چهار طاق و قلعه گبری و همچنین وجود بزرگانی مانند باربد و جاماسب حکیم که در این محدوده ساکن بوده‌اند بیانگر اهمیت این منطقه در دوران ساسانی است و نشانگر آنست که جهرم همواره مورد توجه حاکمان و مردمان بوده و نقش والا و تأثیرگذاری در منطقه داشته‌است. در فارسنامه ابن بلخی بعنوان یکی از قدیمی‌ترین مستندات نوشتاری به صراحت آمده‌است:
«… در روزگار ملوک فارس [پادشاهان ساسانی] جهرم در جمله مواجب ولیعهد نهاده بودند. چنان‌که هر کس ولیعهد شدی جهرم او را بودی …»
افزون بر این، در شاهنامه نیز شانزده بار از جهرم اسم آورده شده و حکیم ابوالقاسم فردوسی با ذکر حکایاتی بر آبادانی و نقش تأثیرگذار جهرم در آن دوران تأکید می‌کند. از جهرم در کارنامه اردشیر بابکان به صورت «زرهم» یاد شده است.
جهرم در شاهنامه
نام جهرم ۱۶ بار در شاهنامه فردوسی تکرار شده‌است. به گفته فردوسی، وقتی که اسکندر مقدونی به ایران حمله می‌کند و ایرانیان را شکست می‌دهد، «دارا» به جهرم فرار می‌کند؛ «جهاندار دارا به جهرم رسید». طبق شاهنامه، مهرک نوش‌زاد هم از اهالی شهر جهرم بوده‌است؛ ابیات فردوسی در مورد جهرم به شرح زیر است:
| جهاندار دارا به جهرم رسید   |  | که آنجا بدی همه گنج‌ها را کلید |
| ز جهرم بیامد به شهر صطخر    |  | که آزادگان را بران بود فخر    |
| پس آمد سکندر سوی قادسی      |  | جهانگیر تا جهرم پارسی         |
| که در شهر جهرم بد او پادشا  |  | جهاندیده با داد و فرمانروا    |
| ز جهرم بیامد سوی اردشیر     |  | ابا لشکر و کوس و با دار و گیر |
| به جهرم یکی بد کی نژاد      |  | کجا نام او مهرک نوشزاد        |
| ز جهرم بیامد به ایوان شاه   |  | ز هر سو بیاورد بی‌مر سپاه      |
| به جهرم چو نزدیک شد پادشا   |  | نهان گشت از او مهرک بی‌وفا     |
| ز مهرک یکی دختری ماند و بس  |  | که او را به جهرم ندیدست کس    |
| به جهرم فرستاد چندی سوار    |  | یکی مرد جوینده و کینه‌دار      |
| چو منذر به نزدیک جهرم رسید  |  | به آن دشت بی‌آب لشکر کشید      |
| به منذر چنین گفت کای رایزن  |  | به جهرم کشیدی ز شهر یمن       |
| من این دشت جهرم چو دریا کنم |  | ز خورشید تابان ثریا کنم       |
| فرستاد موبد بدانجا سوار     |  | شتر خواست از دشت جهرم هزار    |
| ز جهرم بیامد سوی طیسفون     |  | پر از آب مژگان و دل پر ز خون  |
| ز جهرم فرخ‌زاد را خواندند    |  | بدان تخت شاهیش بنشاندند       |

### پس از اسلام

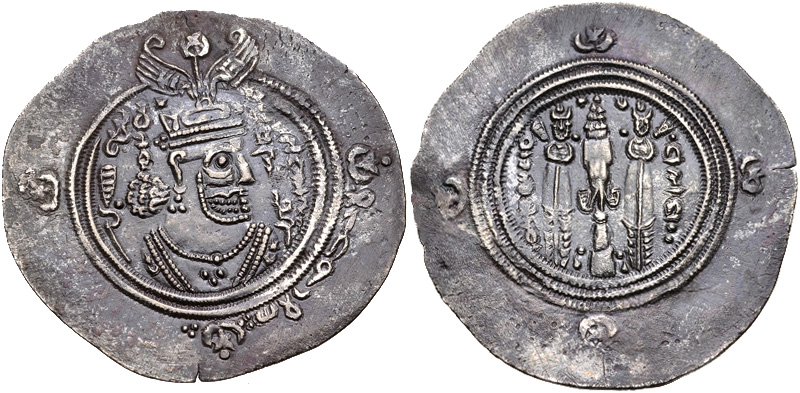
درهم عرب-ساسانی ضرب جهرم؛ سال ۷۵ هجری

آنگونه که درکتاب فتوح البلدان اثر احمدبن یحیی البلاذری و کتاب فارسنامه ابن‌بلخی آمده‌است؛ فتح جهرم درسال بیستم هجری بدست عثمان‌بن ابی‌العاص ثقفی اتفاق افتاده‌است ولی ابن‌اثیر تاریخ فتح جهرم را درسال ۲۳ هجری توسط ساریه بن زنیم می‌داند. دراین منابع آمده‌است که عمربن الخطاب قشونی را به فرماندهی عثمان بن ابی العاصی مأمور حمله به داراب، فسا و جهرم می‌کند. پس از چند بار حمله، موفق می‌شود با تصرف بوشهر از مسیر دشتستان، خنج و افزر به طرف جهرم حرکت کند. در آن زمان قشون فارس که به فرمان هربذ داماد یزدگرد آخرین پادشاه ساسانی در جهرم قرارگاه زده بودند برای جلوگیری از پیشروی اعراب به سمت کارزین حرکت می‌کند ولی درآنجا شکست خورده و اعراب به سمت جهرم حرکت کرده و نهایتاً پس از محاصره و درگیری جهرم را فتح می‌کنند. بعضی بر این عقیده اند که محل این درگیری در سمت غرب جهرم که امروزه به دره شهدا مشهور است و بقعه ای نیز به همین نام وجود دارد، بوده‌است.
جغرافیانویسان سده‌های ۴ تا ۶ هجری جهرم را شهری آباد و از نظر اقتصادی پر رونق توصیف کرده‌اند و فهرستی از تولیدات این شهر به دست داده‌اند که از جملهٔ آنها پارچه‌های پر نقش و نگار، گلیم و قالیچه‌های نمازی (سجاده) و زیلوهایی معروف به زیلوی جهرمی را می‌توان نام برد که از جهرم به دیگر نقاط صادر می‌شده، و از شهرت فراوانی برخوردار بوده‌است. در این دوره جهرم یکی از مراکز مهم صنعتی فارس به‌شمار می‌رفته‌است. افزون بر تولیدات کارگاهی، جهرم از نظر کشاورزی نیز دارای اهمیت بوده، و محصولاتی همچون پنبه و غلات در مزارع آن کشت می‌شده‌است.
در فارسنامه ابن‌بلخی درج است که: «مالیات جهرم در آل بویه، حقوق ولیعهد شدی.» به استناد نوشته‌های استخری، ابن بلخی و حمد اله مستوفی، جهرم قلعه‌ای بزرگ معروف به خورشه و خورشاه داشت که فاصله آن تا شهر پنج فرسخ بود. بانی این قلعه خورشه، عامل خلفای بنی امیه در جهرم بود که بعدها به همت خواجه نظام‌الملک و وزیر مشهور سلجوقیان تعمیر و مرمت شد.

### دوره صفویه

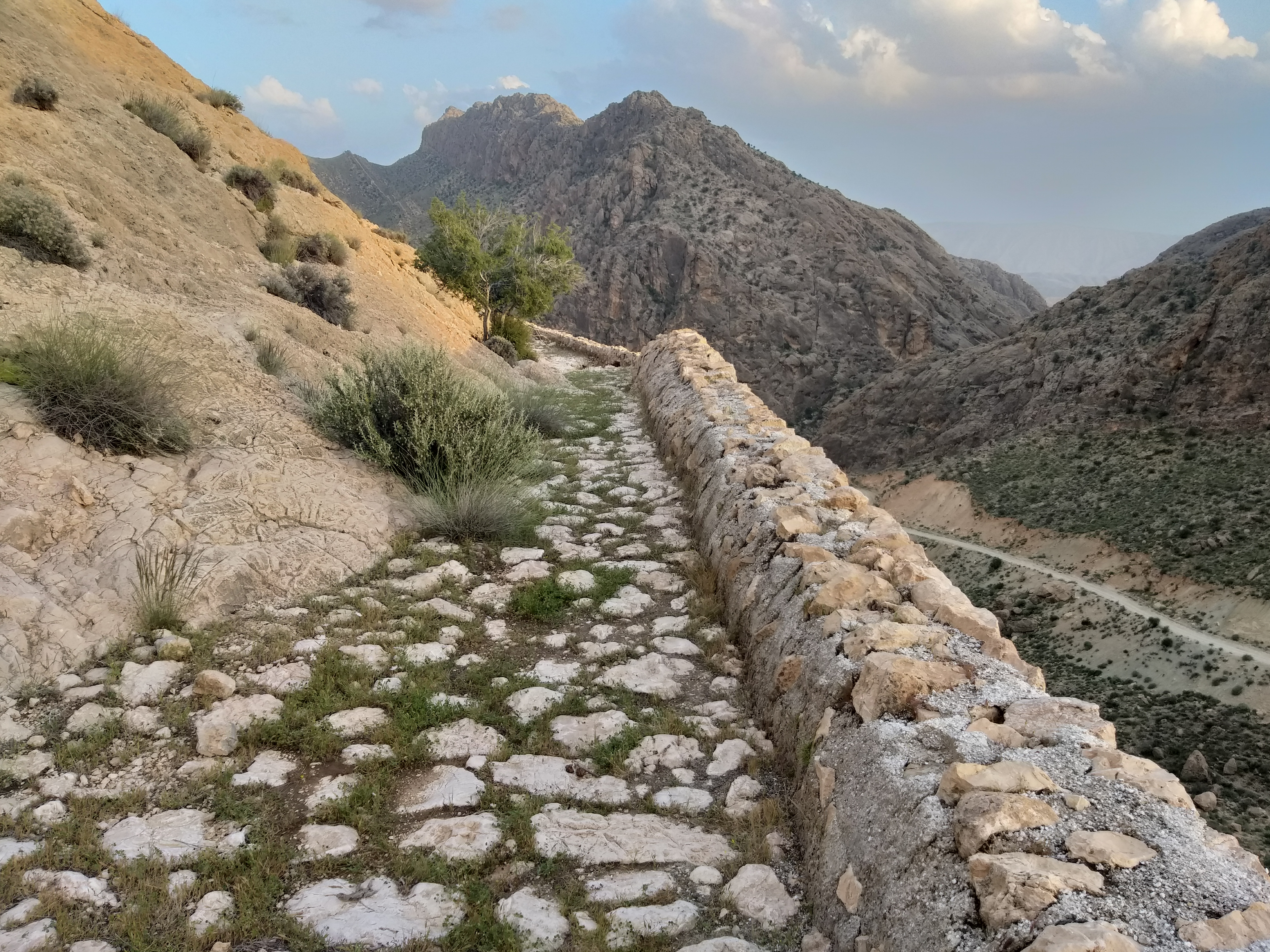
جاده ادویه

در دوره صفویه با توجه به اینکه علاقه خاصی در ایجاد بناهای عام‌المنفعه داشته‌اند ولی جهرم چندان مورد توجه قرار نگرفت، ولی در قرن هشتم هجری غرس درخت خرما و بهره‌برداری از آن آغاز گردید و مردمان جهرم به اندازه کافی در امور زراعت و باغداری پیشگام شدند و بعد از کاشت سطح وسیعی از اراضی با نهال خرما نتیجه مطلوبی از آن بدست آوردند. به‌طوری‌که می‌توان گفت در اواخر دوره صفوی و اوایل زندیه دوره شکوفایی آن در زمینه باغداری به خصوص کاشت درخت خرما بوده‌است. سیاحتگران مشهوری مثل تاورنیه، شاردن، فیگرا و کری لوبوین در این دوران در سفرنامه‌هایشان جهرم را وصف کرده‌اند. جهرم در اواخر دورۀ صفویه در زمان حملۀ افغان‌ها دستخوش تهاجم و تاخت و تاز آن‌ها قرار گرفت و آسیب دید.
جاده ادویه یکی از جاده‌های تاریخی مرتبط به جاده ابریشم در دوران صفویه بوده‌است که محصولاتی مانند ادویه و پارچه از هندوستان وارد بندرعباس شده از آنجا با گذر از شهرهای مانند لار و جهرم به منطقه فارس می‌رسیده و به همین دلیل به نام ادویه مشهور شده. شاردن از سیاحان به نام در سال ۱۰۵۹ هجری شمسی از جاده ادویه عبور کرده و در سفرنامه خود نوشته که در کوه البرز جهرم به عنوان سخت‌ترین و خطرناکترین کوهی که در ایران وجود دارد و جاده‌ای سنگ‌فرش شده با عرض بیش از چهار قدم تنها مسیر عبوری از این کوه است. در قله این کوه سه آب انبار وجود دارد که به دلیل خشکسالی بودن آب هستند. اکنون تنها پنج کیلومتر از این جاده در ۶ کیلومتری جنوب جهرم سالم باقی‌مانده‌است و حدود یک کیلومتر از آن جاده سنگ‌فرش است.

### دوره قاجار
در دوره قاجاریه و به دست حکمران این شهر شروع به ساخت بناها و مکان جهت امور شهری از جمله ساخت بازار سرپوشیده و همچنین کاروانسراهای متعدد و توسعه شهر اقدام می‌شود. محمدحسن میرزا مهندس قاجار در سال ۱۲۶۶ خورشیدی، جهرم را بعد از شیراز و بوشهر، بزرگ‌ترین و آبادترین شهر فارس معرفی می‌کند. اعتمادالسلطنه نیز در اواخر دوره قاجار، جهرم را از نظر وسعت و بزرگی از شهرهایی نظیر قم و کاشان برتر توصیف می‌کند.
در نهضت تنباکو که از آن به عنوان مقدمه انقلاب مشروطه یاد می‌شود، مردم جهرم نقش مهمی را ایفا نمودند. آنچه از این مقطع تاریخی نقل شده‌است، حاکی از پیوند آگاهانه مردم و علما این دیار در حمایت از فتوای ضد استعماری تحریم تنباکو است. مردم جهرم انقلاب مشروطه نیز نقش مهمی داشتند و دو چهره از مشروطه خواهان جنوب، آیت‌الله العظمی سید عبدالحسین نجفی لاری (طراح و پایه‌گذار حکومت اسلامی و سرسلسه خاندان آیت اللهی) و حجت‌الاسلام والمسلمین سید اسدالله موسوی اصفهانی (از مشروطه خواهان حاضر در مجلس هنگام به توپ بستن مجلس و سر سلسله خاندان حق‌شناس جهرمی) در جهرم زندگی کرده‌اند.
در این دوران جهرم از مراکز عمده کشت تنباکو در ایران بوده‌است، و این محصول در روستای هکان از توابع بخش مرکزی شهرستان جهرم کشت می‌شود که در نوع خود یکی از مرغوبترین‌ها می‌باشد و دارای اهمیت بسزایی است. مردم جهرم با شنیدن فتوای میرزای بزرگ و خبر تحریم خرید و فروش و استعمال تنباکو، پرچم مبارزه علیه انحصار فروش تنباکو را برافراشتند و ضمن ممانعت از ورود نمایندگان کمپانی رژی به جهرم، از فروش تنباکو خودداری نمودند و جنبش ضد رژی را پس از تهران و تبریز به وجود آوردند و تأثیر مثبتی در حوادث مشروطیت و تحولات پس از آن به جای گذاشتند.

### دوره معاصر

نماز جمعه در اوایل انقلاب به امامت سید حسین آیت‌اللهی در جهرم

اسناد مراوده و نامه‌های برخی از علمای جهرم با آیت اله کاشانی در جریان ملی شدن صنعت نفت و کفن پوشی مردم جهرم در قیام ۱۵ خرداد، سند گویایی بر حضور و نقش تأثیرگذار جهرم در جریانات سیاسی معاصر است. جهرم از معدود شهرهایی بود که جرقه‌های انقلاب اسلامی در آن از اوایل آغاز نهضت سید روح‌الله خمینی در سال ۱۳۴۲ زده شد، به‌طوری‌که حکومت پهلوی مجبور شد نام جهرم را جزء یازده شهری قرار دهد که در آن حکومت نظامی اعلام کرد و در این میان هدایت و رهبری مردم جهرم توسط سید حسین آیت‌اللهی نقش بسزایی داشت. در جریان تظاهرات مردم جهرم در دورهٔ انقلاب اسلامی ۱۱ نفر کشته شدند.
در تاریخ دهم فروردین ۱۳۵۷ مردم جهرم به خاطر چهلم مردم تبریز قیام کردند؛ و به دنبال این واقعه چهل روز بعد مردم ۲۱ شهر ایران تظاهرات گسترده‌ای را به خاطر بزرگداشت چهلم کشته شدگان جهرم انجام دادند. ترور فرماندار نظامی و رئیس شهربانی جهرم توسط یک سرباز همزمان با زادروز محمدرضا شاه پهلوی در تاریخ ۴ آبان ۱۳۵۷ و سقوط پادگان نظامی شهر از اتفاقات برجسته جهرم در دوران انقلاب است.
اولین شهید زن در دوران انقلاب شهیده معصومه زارعیان از جهرم است که در راهپیمایی دهم فروردین ۱۳۵۷ پس از بزرگداشت چهلم شهدای تبریز به شهادت رسید و کوچکترین شهید دوران انقلاب شهید محمد اسدی است که در روز ۲۷ آذر ماه ۱۳۵۷ در تظاهرات مردم روستای موسویه بخش کردیان جهرم در آغوش مادرش مورد اصابت گلوله قرار گرفت.
مردم جهرم، با توجه به عقبه فرهنگی-مذهبی، در جنگ تحمیلی نیز حضوری فعال داشتند و ۱۲۰۰ شهید در این راه تقدیم به ایران کردند. لشکر ۳۳ المهدی فارس مرکز حضور اهالی جهرم در جنگ تحمیلی بود که پس از پایان جنگ به دو تیپ مخصوص ۳۳ المهدی (عج) جهرم و تیپ ۳ انصارالحجه فسا تقسیم گردید.

## جغرافیا

### موقعیت جغرافیایی
شهر جهرم، مرکز شهرستان جهرم، در نیمه جنوبی استان فارس واقع شده‌است. شهرستان جهرم ۳٬۹۲۶ کیلومتر مربع وسعت دارد و از شمال به شهرستان خفر، از شرق به فسا و زرین‌دشت، از جنوب به جویم، از مغرب به فیروزآباد و قیر و کارزین محدود شده‌است. این شهرستان در عرض جغرافیایی ۲۸ درجه و ۱۹ دقیقه تا ۲۹ درجه و ۱۰ دقیقه شمالی و طول جغرافیایی ۵۲ درجه و ۴۵ دقیقه تا ۵۴ درجه و ۴ دقیقه شرقی قرار گرفته‌است.
چهره طبیعی این شهرستان کاملاً کوهستانی و مرتفع می‌باشد. حدود یک پنجم وسعت شهرستان جهرم دشت و چهار پنجم بقیه ارتفاعات است. این ارتفاعات بخشی از چین خوردگی زاگرس بوده و جهت اغلب کوه‌ها به تبعیت از سلسله کوه‌های زاگرس جنوبی قرار گرفته و شاخه‌هایی از آن این شهرستان را محصور کرده‌است.
ارتفاع متوسط مرکز این شهرستان حدود ۱۰۵۰ متر و بلندترین نقطه آن قله سپیدار بین شهرستان خفر و بخش سیمکان حدود ۳۱۷۰ متر و پست‌ترین نقطه آن حدود ۸۵۰ متر در بخش سیمکان از سطح دریا ارتفاع دارد.

### آب‌وهوا

نقشهٔ اقلیمی ایران. شهر جهرم در منطقهٔ نیمه‌خشک گرم قرار گرفته‌است.

جهرم در منطقهٔ نیمه‌خشک گرم قرار گرفته و آب و هوای آن گرم و در نواحی کوهستانی معتدل است. درجه حرارت هوا متناسب با پهنای جغرافیایی و موقعیت نقاط متغیر است. به طوری که در قسمت‌های شمال باختری شهرستان هوا ملایم و در اطراف جهرم بسیار گرم است. میانگین میزان بارندگی در جهرم حدود ۲۸۵ میلی‌متر در سال می‌باشد. طبق اطلاعات مربوط به ایستگاه کلیماتولوژی شهر جهرم در یک دوره ۳۸ ساله می‌توان گفت که درجه حرارت متوسط سالیانهٔ این شهر ۲۰٫۶ درجه سانتیگراد؛ سردترین ماه سال، دی‌ماه با میانگین درجه حرارت ۹٫۵ درجه سانتیگراد و گرم‌ترین ماه سال، تیرماه با میانگین ۳۱٫۶ درجه سانتیگراد می‌باشد. میانگین رطوبت نسبی بلندمدت جهرم، ۴۵٫۴٪ است. جهرم به‌طور میانگین سالانه ۲۰ روز یخبندان دارد.
|                   | ژانویه | فوریه | مارس | آوریل | مه   | ژوئن | ژوئیه | اوت  | سپتامبر | اکتبر | نوامبر | دسامبر |   |       |
| دمای بیشینه (°C)  | ۱۶٫۵   | ۱۷٫۲  | ۲۱٫۲ | ۲۵٫۸  | ۳۳٫۰ | ۳۸٫۴ | ۴۰٫۵  | ۳۹٫۷ | ۳۷٫۵    | ۳۳٫۱  | ۲۶٫۳   | ۱۹٫۵   | Ø | ۲۹٫۱  |
| دمای میانگین (°C) | ۹٫۵    | ۱۰٫۲  | ۱۳٫۷ | ۱۷٫۹  | ۲۴٫۱ | ۲۸٫۶ | ۳۱٫۶  | ۳۱٫۱ | ۲۸٫۳    | ۲۳٫۴  | ۱۷٫۴   | ۱۱٫۹   | Ø | ۲۰٫۶  |
| دمای کمینه (°C)   | ۲٫۴    | ۳٫۲   | ۶٫۳  | ۱۰٫۱  | ۱۵٫۲ | ۱۸٫۸ | ۲۲٫۸  | ۲۲٫۶ | ۱۹٫۱    | ۱۳٫۷  | ۸٫۴    | ۴٫۴    | Ø | ۱۲٫۳  |
|                   |        |       |      |       |      |      |       |      |         |       |        |        |   |       |
| بارش (mm)         | ۶۷٫۲   | ۶۴٫۷  | ۴۱٫۴ | ۲۸٫۸  | ۵٫۱  | ۰٫۳  | ۰٫۶   | ۳٫۵  | ۰٫۹     | ۰٫۹   | ۱۱٫۰   | ۶۰٫۳   | Σ | ۲۸۴٫۷ |
|                   |        |       |      |       |      |      |       |      |         |       |        |        |   |       |
| روزهای بارانی     | ۵      | ۵     | ۴    | ۴     | ۱    | ۰    | ۰     | ۱    | ۰       | ۰     | ۲      | ۴      | Σ | ۲۶    |
|                   |        |       |      |       |      |      |       |      |         |       |        |        |   |       |
| رطوبت (٪)         | ۶۴     | ۶۲    | ۵۷   | ۵۱    | ۴۰   | ۳۱   | ۳۰    | ۳۲   | ۳۴      | ۳۷    | ۴۸     | ۶۰     | Ø | ۴۵٫۴  |

| ۲٫۴ |

| ۳٫۲ |

| ۶٫۳ |

| ۱۰٫۱ |

| ۱۵٫۲ |

| ۱۸٫۸ |

| ۲۲٫۸ |

| ۲۲٫۶ |

| ۱۹٫۱ |

| ۱۳٫۷ |

| ۸٫۴ |

| ۴٫۴ |

| ۲٫۴ |

| ۳٫۲ |

| ۶٫۳ |

| ۱۰٫۱ |

| ۱۵٫۲ |

| ۱۸٫۸ |

| ۲۲٫۸ |

| ۲۲٫۶ |

| ۱۹٫۱ |

| ۱۳٫۷ |

| ۸٫۴ |

| ۴٫۴ |

| بارش | ۶۷٫۲   | ۶۴٫۷  | ۴۱٫۴ | ۲۸٫۸  | ۵٫۱ | ۰٫۳  | ۰٫۶   | ۳٫۵ | ۰٫۹     | ۰٫۹   | ۱۱٫۰   | ۶۰٫۳   |
|      | ژانویه | فوریه | مارس | آوریل | مه  | ژوئن | ژوئیه | اوت | سپتامبر | اکتبر | نوامبر | دسامبر |

### آب‌ها

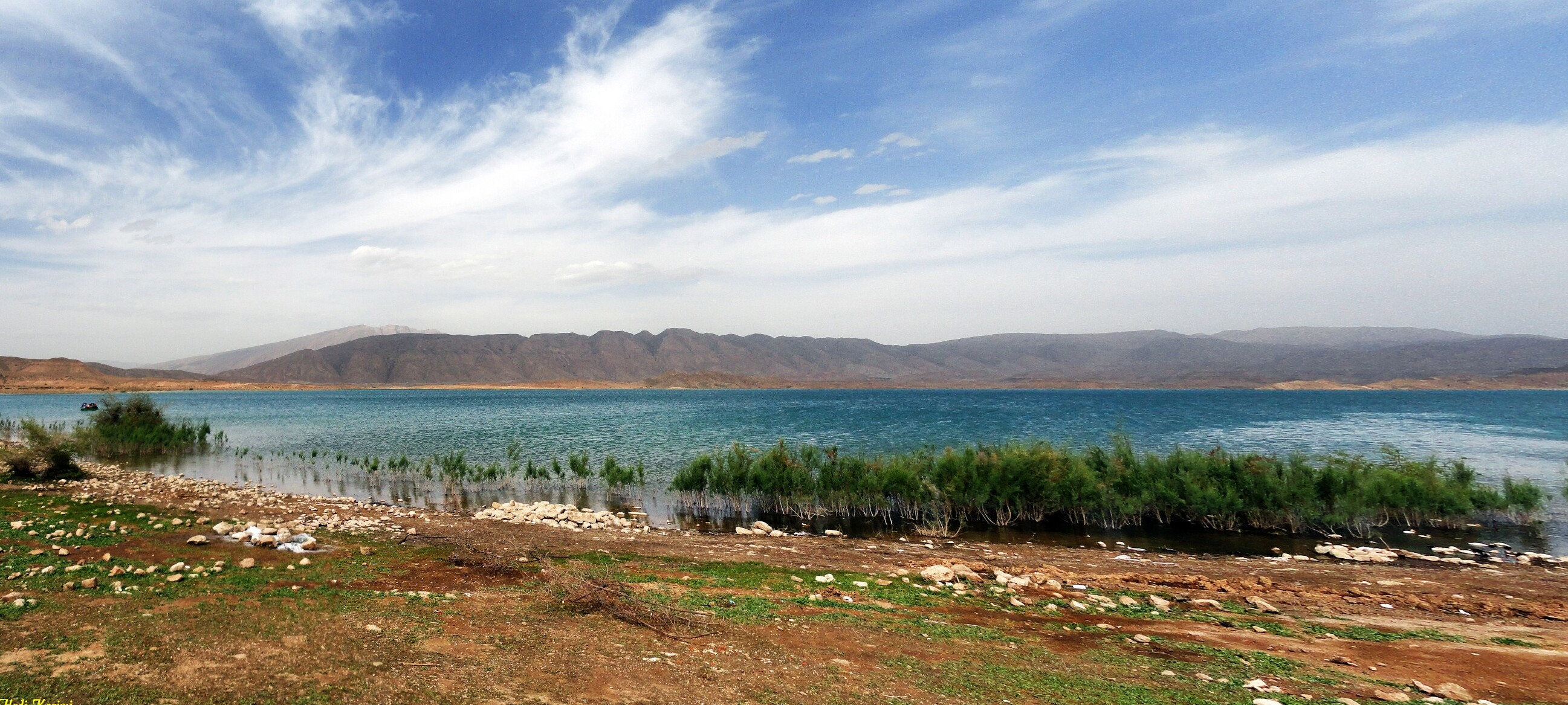
نمایی از دریاچه سد سلمان فارسی

رودخانه‌های قره‌آغاج، شور و سیمکان از رودخانه‌های مهم اطراف جهرم هستند. سد سلمان فارسی، بزرگترین سد استان فارس، با ۱۴۰۰ میلیون متر مکعب گنجایش ذخیره آب در ۴۰ کیلومتری شهر جهرم روی رودخانه قره‌آغاج بنا شده‌است و دریاچه آن با وسعت ۴۸۵۰ هکتار در بخش‌های مرکزی و سیمکان جهرم واقع شده است.

### پوشش گیاهی
پوشش گیاهی در جهرم به سه دسته تقسیم می‌شود:
- پوشش گیاهی استپی: معروفترین گیاهان این ناحیه شامل درمنه، کز، انواع گون، اسپند و تلخ بیان است.
- پوشش گیاهی نیمه استپی: مهم‌ترین گیاهان آن عبارتند از کنگر، جاشیر، شیرین بیان، بومادران، خارشتر، شاطره و چوبک. علاوه بر این، گیاهانی که مصرف دارویی دارند مانند گل ختمی، مک، گل گاو زبان، پر سیاوش، مومنایی، آویشن، گل بابونه، کاسنی، خاکشیر، مورد و … در این شهرستان می‌رویند.
- پوشش گیاهی جنگلی: بعضی از ارتفاعات و کوه‌های این شهرستان را به‌طور پراکنده درختان بومی و طبیعی پوشانده‌اند. این جنگل‌ها تنک بوده و غالباً سرو کوهی، کنار، کیالک، گلخنگ، بنه و.. می‌باشند.

#### مناطق جنگلی

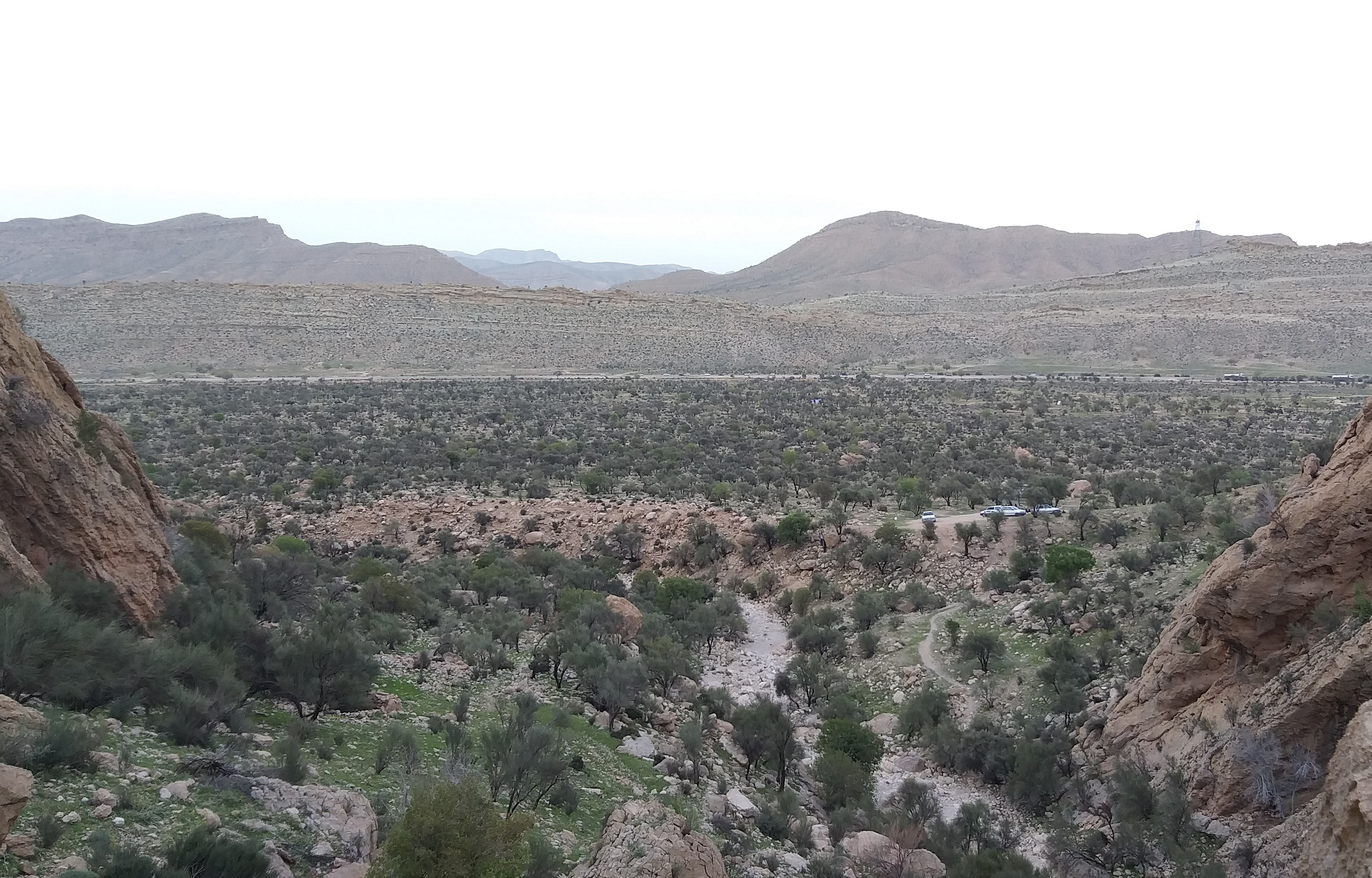
جنگل البرزکوه در چاه تیز

- جنگل البرزکوه در جنوب شرقی جهرم که پوشیده از درختان جنگلی از نوع بادام کوهی و بنه است و مناطق چاه تیز، تنگ آب و سر کوه را در بر می‌گیرد. مساحت تقریبی این جنگل ۱۳۰۰ هکتار می‌باشد.
- جنگل بهجان سیمکان به مساحت تقریبی ۱۸۰ هکتار در غرب جهرم که درختان آن را بادام کوهی، کهکم و بنه تشکیل می‌دهند.
- درختچه‌های گز در بعضی از مناطق جهرم به‌خصوص در منطقهٔ کوهک و اطراف رودخانه شور دیده می‌شود. در بعضی از نقاط نیز برای حفظ باغات مرکبات از وزش باد از گز به عنوان بادشکن یا دیوار باغ استفاده می‌شود.

### گونه‌های جانوری
این شهرستان به تناسب شرایط طبیعی و پوشش گیاهی، از حیات وحش متنوعی نیز برخوردار است. کل، آهو، پازن، بز کوهی، قوچ و میش، روباه، گرگ، کفتار، خرگوش از مهم‌ترین پستانداران و عقاب، قوش، کبک، کبوتر، تیهو، قمری، گنجشک، بلبل، چفت، پرستو، مارقیطونی، مارهای جعفری، کبری، کوتوله پارسی، شترمار شیرازی و … از جانوران مهم این منطقه می‌باشند. هرچند شکار بی‌رویه و خشکسالی‌های پی در پی نسل این جانوران را در معرض تهدید و انقراض قرار داده‌است.

## مردم

### جمعیت
جمعیت شهر جهرم در سرشماری نفوس و مسکن سال ۱۳۹۵ برابر با ۱۴۱٬۶۳۴ نفر (۲۵٬۹۴۶ خانوار) و جمعیت شهرستان ۱۸۶٬۲۶۹ نفر بوده‌است. شهر جهرم بزرگ‌ترین و پر جمعیت‌ترین شهر نیمهٔ جنوبی استان فارس، سومین شهر پرجمعیت در کل استان و پنجمین شهر بزرگ جنوب ایران می‌باشد. شهرستان جهرم نیز ششمین شهرستان پرجمعیت استان می‌باشد. رشد جمعیت در جهرم در سال ۱۳۹۵ ۱۱٫۳۸٪+ برآورد شده‌است. تراکم جمعیت در این سال برابر با ۴٬۷۵۴ نفر بر کیلومتر مربع بوده‌است.

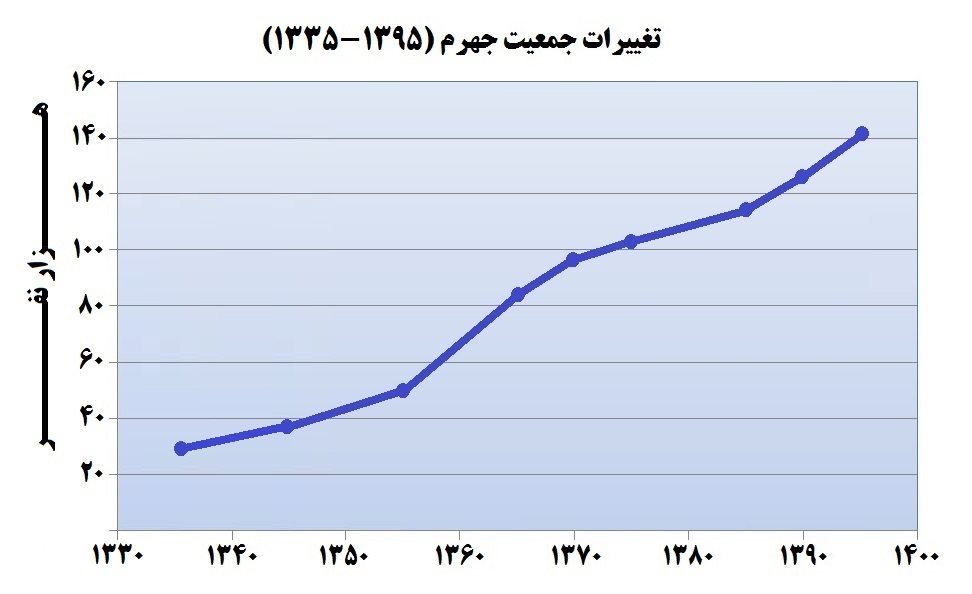
تغییرات جمعیت جهرم بین سال‌های ۱۳۳۵ تا ۱۳۹۵ هجری شمسی

| مردان | سن         | زنان  |
| ----- | ---------- | ----- |
| ۳٬۹۸۳ | ۶۵ به بالا | ۳٬۹۴۳ |
| ۱٬۶۶۶ | ۶۰–۶۴      | ۱٬۷۱۷ |
| ۲٬۶۳۳ | ۵۵–۵۹      | ۲٬۴۷۲ |
| ۳٬۴۲۱ | ۵۰–۵۴      | ۳٬۱۰۵ |
| ۳٬۷۹۴ | ۴۵–۴۹      | ۳٬۷۳۱ |
| ۴٬۱۶۸ | ۴۰–۴۴      | ۴٬۱۷۲ |
| ۴٬۳۲۲ | ۳۵–۳۹      | ۴٬۴۰۸ |
| ۵٬۶۶۹ | ۳۰–۳۴      | ۵٬۹۷۹ |
| ۸٬۲۶۸ | ۲۵–۲۹      | ۷٬۸۴۹ |
| ۷٬۵۱۶ | ۲۰–۲۴      | ۷٬۳۸۸ |
| ۵٬۴۶۳ | ۱۵–۱۹      | ۴٬۹۷۷ |
| ۴٬۵۶۷ | ۱۰–۱۴      | ۴٬۳۸۳ |
| ۴٬۳۷۳ | ۵–۹        | ۴٬۰۶۵ |
| ۴٬۶۵۷ | ۰–۴        | ۴٬۴۵۲ |

### نژاد
در این شهرستان اکثریت مردم فارسی‌زبان و از نژاد پارس هستند، البته در این شهرستان اقلیت اندکی عرب‌های درازی (اعراب خمسه) و همچنین عشایر ایرانی‌تبار باصری هم زندگی می‌کنند که سابقهٔ سکونت آن‌ها در جهرم به زمان رضاشاه و سکونت اجباری عشایر بر می‌گردد.

### زبان و لهجه
زبان مردم این شهرستان، زبان فارسی به لهجه جهرمی است. شماری از واژگان این لهجه با زبان پارسی میانه نزدیکی دارد. لهجهٔ سایر مردم شرق فارس، تا حد زیادی شبیه به این لهجه می‌باشد.
البته گرچه نمی‌توان به‌طور دقیق و صریح آن را بیان کرد ولی به‌طور کلی این نکات را می‌توان در بیان و تلفظ آنان تشخیص داد:
- حذف یک یا دو حرف صامت از آخر کلماتی که تنها تلفظ می‌شوند و به کلمه‌های دیگر اضافه نمی‌شوند. مثلاً کلماتی مانند «بود»، «گفت»، «رفت» به ترتیب به شکل «بو»، «گُ» و «رَف» تلفظ می‌شوند.
- آوردن مصوت «و» در آخر اسم نکره برای معرفه کردن؛ مانند «درختو» که بر معرفه بودن آن درخت دلالت می‌کند. اگر این اسم مفرد به «اِ» یا «آ» ختم شود، به «او» (ow) تبدیل می‌شود، مانند «قرقرو».
- اسم‌های مختوم به مصوت بلند «آ» اگر در جمله مضاف یا موصوف واقع شوند، مصوت «آ» همراه با کسرهٔ اضافه به مصوت مرکب «ای» (ey) بدل می‌شود. مثلاً «جایِ»، «صدایِ» و «کوچه‌هایِ» به ترتیب به شکل «جِی»، «صدِی» و «کوچه‌هِی» تلفظ می‌شوند.
- در کلمات مختوم به «اه» هنگام اضافه شدن به «ی»، گاه «اه» حذف و حرف قبل از «ی» به دو صورت مکسور و مضموم تلفظ می‌شود. مثلاً «سياهی» و «بخواهی» به ترتیب «سیِی» و «بخِی» تلفظ می‌شوند.
- «اَ» به جای حرف اضافۀ «به» به کار می‌رود. مثلاً «اَ من» به معنی  «به من» است.[۵۵]

نمونه شعر محلی
| پیش تَرُک، تَش نزنین زُلف سَرش بوده یه وَخت |  | گیس قشنگ سبز او تا کمرش بوده یه وَخت   |
| تُوَختَکای خُش شده که گُر کشیده روی تَش     |  | گمون که طاق ابروی چشم تَرش بوده یه وَخت |

### دین و مذهب

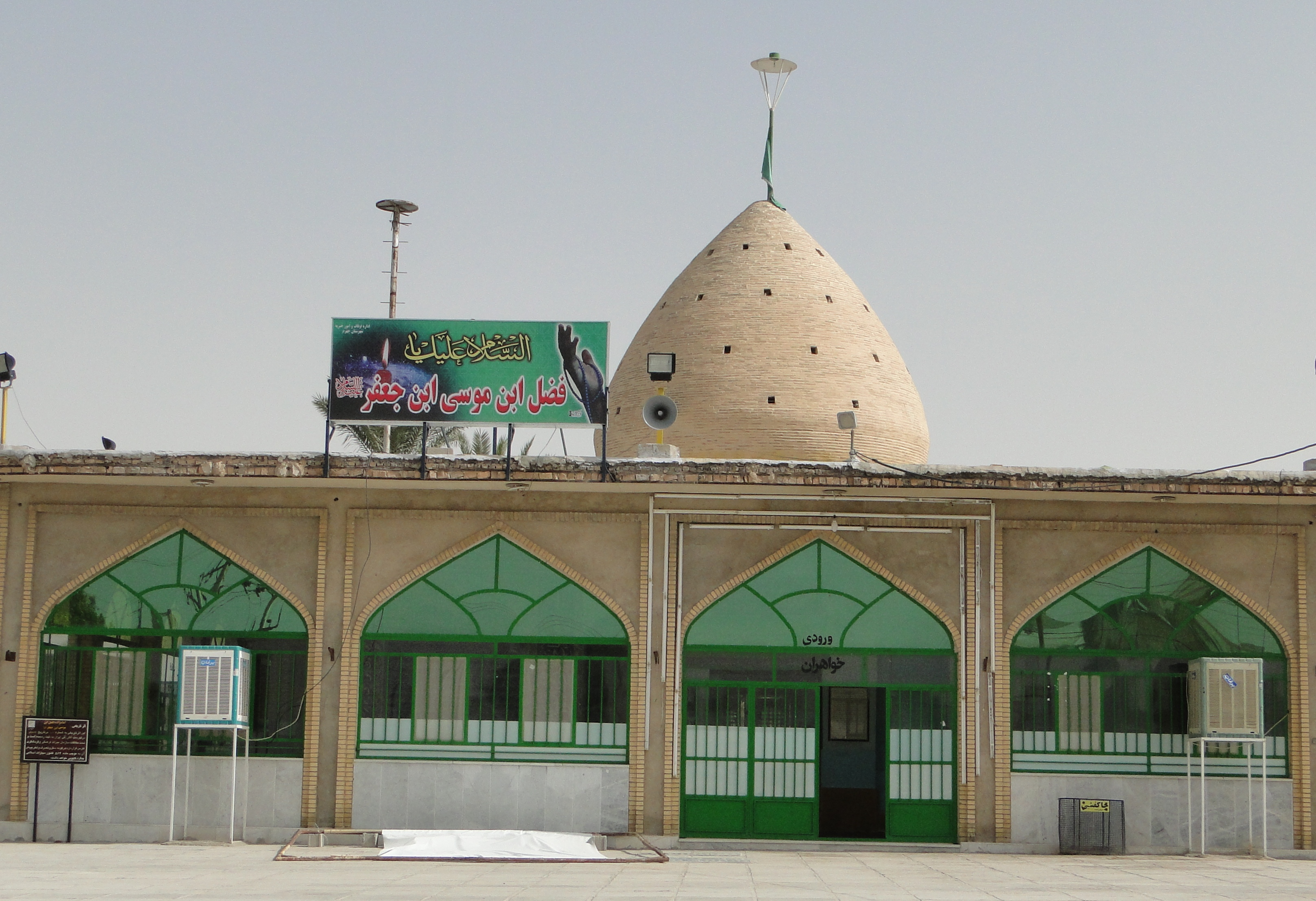
امامزاده فضل بن موسی بن جعفر در جهرم

تقریباً تمامی مردم این شهر مسلمان و پیرو مذهب شیعه هستند؛ همچنین در این شهر جمعیت محدودی از اهل سنت عمدتاً مهاجر وجود دارند. ورود اسلام به جهرم بنا به نوشته ابن اثیر، در سال ۲۳ هجری با فتح شهر توسط ساریه بن زنیم رخ داده‌است. تا پیش از تغییر مذهب ایرانیان از سنی به شیعه در دوره صفویه، در جهرم نیز مذهب سنی غلبه داشت؛ چنانچه اصطخری در سده چهارم هجری اهالی جهرم را بیشتر از معتزله می‌دانست.
پیش از ورود اسلام به ایران، دین زرتشت در جهرم همانند سایر کشور ایران برتری داشت. وجود خرابه‌های چندین آتشکده مانند قدمگاه جهرم، چهارطاقی قطب‌آباد و چهارطاقی سیمکان گواهی بر این مدعاست. همچنین آرامگاه جاماسب حکیم، فیلسوف ایرانی و داماد زرتشت در اطراف شهر جهرم است که پیوند میان زرتشتیان و جهرم را بیش از پیش نشان می‌دهد. تا چند دهه پیش اقلیت زرتشتی کوچکی در جهرم ساکن بود.
جهرم در گذشته دارای جامعه‌ای یهودی بوده که تمامی آن‌ها در قرن معاصر به شیراز و اسرائیل مهاجرت کرده‌اند. در دوره صفویان از جمعیت یهودی در جهرم گزارش شده‌است. محمد حسن میرزا در سال ۱۲۷۰ خورشیدی جمعیت یهودیان جهرم را ۵۰ خانوار اعلام می‌کند. در جریان شورشی علیه یهودیان در سال ۱۳۲۲ در جهرم، غارت محلهٔ یهودیان و قتل دو یهودی به نام‌های «مشه سلیمان» و «نوالله بن شمعون» گزارش شده‌است. تا پیش از انقلاب اقلیت مسیحی کوچکی (بیشتر ارمنی) نیز در جهرم یافت می‌شد.
در دوران قاجار با بنیان‌گذاری و گسترش جنبش بابیت و به دنبال آن بهائیت، بهائیان در شهر جهرم حضور فعال داشتند و فردی به‌نام «حاجی حسینعلی» رئیس ایشان بود. تعدادی از بهائیان جهرم در جریان شورش‌های ضد بهائی به قتل رسیدند. خدیجه بیگم، زن سید علی‌محمد باب دارای مادری جهرمی به‌نام حاجیه بی‌بی بود. سپهبد علی‌محمد خادمی یکی از بهائیان جهرم بود که برای نزدیک به ۱۶ سال مدیرعامل و رئیس هیئت مدیره شرکت «هواپیمایی ملی ایران» (هُما) و همچنین رئیس انجمن بین‌المللی حمل‌ونقل هوایی (یاتا) و یکی از اعضای مجمع جهانی اقتصاد بود. علی‌محمد خادمی در میان بهاییان ایرانی، بالاترین مقام مدیریت در یک سازمان دولتی را به عهده داشت.

## ساختار شهری

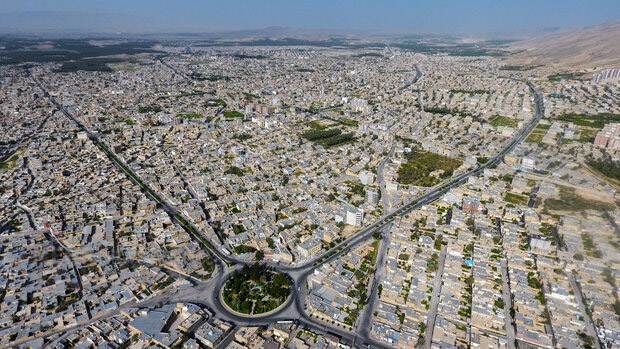
تصویر هوایی جهرم

### جاذبه‌ها
بنا به گزارش سازمان میراث فرهنگی کشور تعداد ۵۶ اثر و ابنیه تاریخی در این شهرستان به ثبت رسیده‌است که تعدادی از آثار مربوط به دوره‌های قبل از اسلام و تعدادی نیز مربوط به دوره‌های بعد از اسلام در این شهرستان احداث شده‌است.
از معروفترین آثار بجا مانده از دوره‌های پیش از اسلام می‌توان به قدمگاه جهرم، چهارطاقی قطب‌آباد، سد بند و بست، قلعه گبری و چهار طاقی سیمکان و همچنین از آثار بعد از اسلام می‌توان به غار سنگتراشان، بازار جهرم، مسجد و مدرسه خان، مسجد جامع جهرم، مقبره شاهزاده فضل بن موسی بن جعفر، کاروانسرای مخک و خانه طوفان اشاره کرد.
از آثار طبیعی جهرم نیز می‌توان به غارهای سنگتراشان، ورا، بونیز، شفق، ویشو و اشکفت شیطان؛ کوه‌های البرزکوه، گرم، کر و نمک و چشمه‌های تنگاب، تنگ اوک، آب نار اشاره نمود.
اماکن زیارتی
مقبره امام‌زادگان متعددی که در جهرم وجود دارد، در طول سده‌ها ساختار اجتماعی و اقتصادی این شهر را شکل داده‌است. این امامزادگان شامل امامزاده فضل بن موسی بن جعفر (برادر تنی علی بن موسی الرضا)، امامزاده حسین، امامزاده عبدالطیف، امامزاده سی تن، امامزاده هشت تن، امامزاده ابراهیم، امامزاده شاه حنظلیه، امامزاده اسدالدهر، امامزاده اسماعیل، امامزاده سید قطب‌الدین، امامزاده شاه حاجات، امامزاده محمد (واقع در جبذر)، امامزاده موسی مبرقع مشهور به پیر پنهان، امامزاده پیر شبیب، امامزاده شاه سراج‌الدین، امامزاده شاه شهیدان، امامزاده محمد (واقع در خیابان عبرت) امامزاده حبیب، امامزاده بی‌بی گنج بانو و امامزاده شاه سلمان می‌شوند.

### محله‌ها

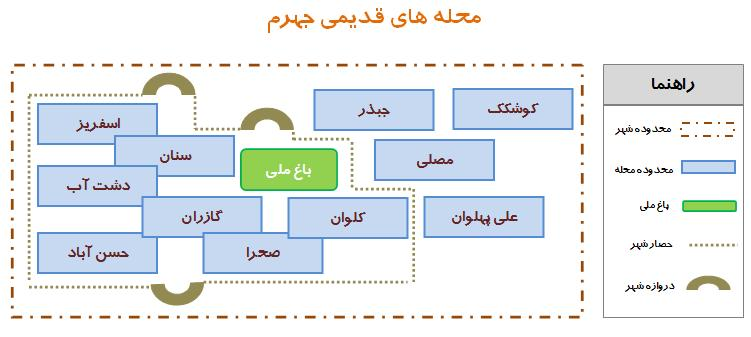
محله‌های قدیمی واقع در حصار شهر و خارج آن.

شهر جهرم از دیرباز با ۱۲ محله شناخته می‌شده که که با گسترش شهر، محله‌های جدیدی به آن اضافه شده‌است. در حافظه تاریخی اهالی شهر این محله‌ها به دو گروه محله بالا و محله پایین تقسیم‌بندی می‌شود، اما امروزه این تفکیک کمتر به چشم می‌خورد. پیش از این تقسیم‌بندی و در سال ۱۲۵۰ شمسی فقط هشت محله داشته‌است که از این هشت محله چهار تای آن داخل حصار بوده‌اند. محلات داخل حصار به علت نزدیک بودن به دستگاه حاکمه از نظر پاره‌ای ویژگی‌ها باسایر مناطق شهر متمایز هستند و همچنین به خاطر نزدیکی به دستگاه حکومت و داشتن حصار از سایر مناطق آبادتر بوده بازار و کاروانسرای جهرم که نشان دهنده چهره سنتی شهرهای ایران است درآنجا قرارداشته‌است.
بعد از احداث حصار گرداگرد بخش غربی شهر چهار دروازه برآن تعبیه کردنداین دروازه‌ها به دروازه خان، دروازه بی بی، دروازه پیر شبیب و دروازه گاوکشی شهرت داشته‌اند. از حصار جهرم و دروازه‌های آن امروزه اثری نیست فقط دروازه پیر شبیب دربخش شمالی شهر هنوز بنای آن برجامانده‌است. از سایر دروازه‌ها فقط درمحلی که وجود داشته‌اند نامی ازان مانده، مثل دروازه خان که مسجدی در نزدیکی آن بنا شده و به نام مسجد خان خوانده می‌شود.
محله‌های قدیمی
جهرم قدیم از دوازده محله شکل گرفته بوده‌است.
- سنان
- دشتاب
- گازرون
- اسفریز
- صحرا
- حسن‌آباد
- کلوان
- جبذر
- مصلی
- علی‌پهلوان
- ده‌نو
- کوشکک

محله‌های جدید
علاوه بر محلات یادشده محلات جدید دیگری نیز با توسعه شهر در اطراف آن در حال شکل گرفتن است و مهم‌ترین مناطق تجمع جمعیت رو به افزایش می‌باشند مناطقی که به‌طور کامل چهرهٔ یک محله به خود گرفته‌اند عبارتند از:
- شهرک مهدیه
- شهرک انقلاب
- شهرک شهید سحرخیز (چهارطاقی)
- شهرک شهید دستغیب
- شهرک شهید آذرپیکان
- شهرک فاطمیه (خارقان)
- شهرک ایثارگران
- شهرک امام حسین
- شهرک آفتاب (شایگان)
- شهرک قمر بنی‌هاشم (نیک‌نیا)
- شهرک بهاران
- شهرک توحید
- شهرک فرهنگیان
- شهرک امیرالمومنین
- شهرک گلستان
- شهرک یاس (کاتبی)
- شهرک زیتون (جهاد)
- شهرک طلوع (تاکسیرانی)
- شهرک جوادیه (هواشناسی)
- فرهنگ‌شهر
- زیباشهر
- شهدا (یخ‌بندی)
- ولی‌عصر
- مادر (سنگ جوغنی)
- کاظمیه
- محمدآباد
- حیدرآباد
- نظام‌آباد
- اسلام‌آباد
- تل‌ریگی[۶۶][۶۷][۶۸]

### منظر شهری

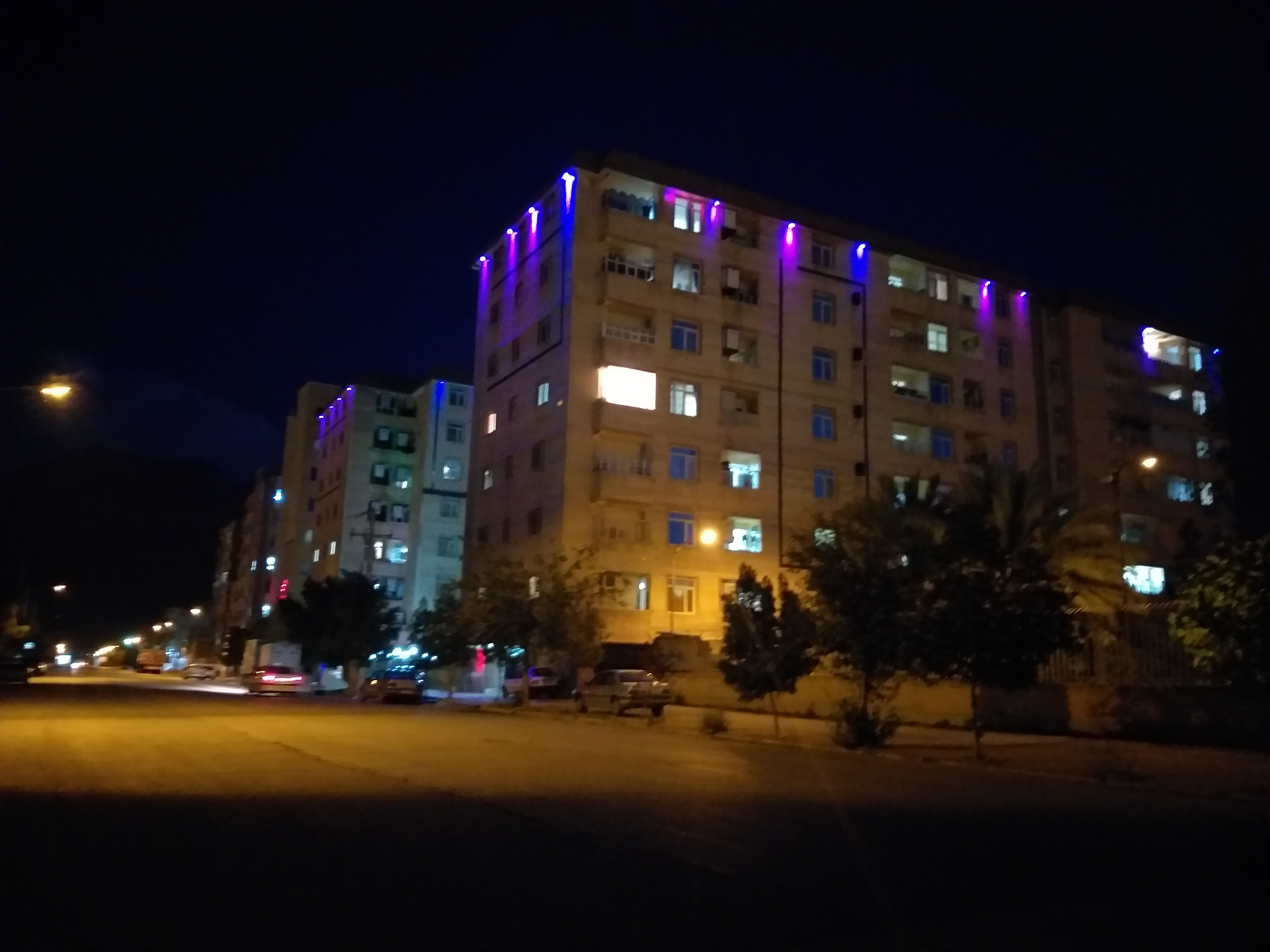
برخی از مجتمع‌های مسکونی جهرم

طبق آمارها در جهرم بیش از ۵۰ ساختمان بلندمرتبه و بیش از ۲۰۰ ساختمان بین ۴ تا ۷ طبقه وجود دارد. بلندترین ساختمان شهر برج‌های مجتمع علوم پزشکی در بلوار پرستار هستند که در ۱۱ طبقه و حدود ۴۰ متر ارتفاع بنا شده‌اند.

### سینما
سینما باربد جهرم از معدود سینماهای فعال استان فارس می‌باشد. این سینما از فروردین ماه ۱۳۴۵ با نام «باربد» آغاز به کار نمود، در سال ۱۳۵۷ بر اثر آتش‌سوزی تعطیل شد اما در سال ۱۳۶۰ توسط شهید عبدالرضا مصلی‌نژاد بازسازی شد و دوباره آغاز به کار نمود. پس از درگذشت مصلی‌نژاد، این سینما به نام این فرد نامگذاری شد. این سینما که در مالکیت سپاه پاسداران است در حال حاضر به صورت خصوصی اداره می‌شود.

### ورزشگاه‌ها
- ورزشگاه تختی جهرم
- ورزشگاه آزادگان
- ورزشگاه شهید فرجام
- ورزشگاه شهرداری

### پارک‌ها

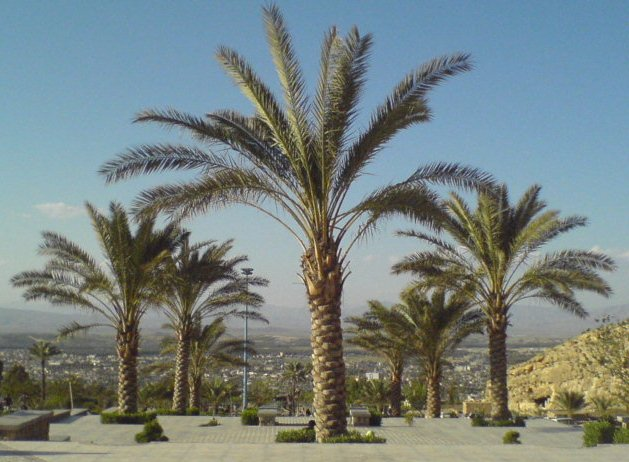
نمایی از پارک کوهسار

شهر جهرم دارای ۳۸ پارک با بیش از ۳۴ هکتار مساحت می‌باشد. از پارک‌های مهم جهرم می‌توان به باغ ملی، پارک شهر (جنگلی)، پارک دره نمی، پارک دلگشا، پارک کودک (بوستان جهان‌دیدگان)، پارک لاله، پارک چمران و پارک بهارستان اشاره کرد.

### اماکن نظامی
تیپ مخصوص ۳۳ المهدی
اهالی جهرم در جنگ تحمیلی عمدتاً در لشکر ۳۳ المهدی متعلق به سپاه پاسداران انقلاب اسلامی حضور داشتند که پس از پایان جنگ به دو تیپ مخصوص ۳۳ المهدی (عج) جهرم و تیپ ۳ انصارالحجه فسا تقسیم گردید. تیپ ۳۳ المهدی جهرم در درگیرهای مرزی ایران و گروه پژاک که در سال ۱۳۹۰ رخ داد نیز حضور فعال داشت که منجر به کشته شدن ۶ تن از پاسداران این تیپ شد.
پادگان آموزشی شهید دستغیب
پادگان آموزشی شهید دستغیب یکی از پادگان‌های معروف نیروی انتظامی جمهوری اسلامی ایران است که همواره جز ۵ پادگان نمونه و مطرح نیروی انتظامی می‌باشد. در دی ماه ۱۳۲۰ قضیه‌ای در شهر رخ داد که در پی آن دولت وقت تصمیم به استقرار پادگانی در جهرم گرفت که امروزه به پادگان آموزشی دستغیب معروف است و به آموزش نیروهای انتظامی می‌پردازد. این پادگان امروزه در قسمت جنوبی شهر دارای تأسیسات نظامی با عماراتی زیبا و خیابان‌های مشجر است. تشکیلات نظامی مزبور مدتی به صورت گردان و زمانی به صورت تیپ مستقل و مدتی نیز به صورت هنگ آموزشی بود که در این چند سال اخیر مرکز آموزش نیروی انتظامی و جدیداً یگان‌های امنیتی برخی سازمان‌ها مثل منابع طبیعی و میراث فرهنگی تبدیل شده‌است.

### هتل‌ها و مراکز اقامتی
از هتل‌ها و مراکز اقامتی جهرم می‌توان به هتل آپارتمان پاسارگاد، هتل فرهمند، هتل برساد، هتل سجاد و مهمانپذیرهای وحدت، امید و فانوس اشاره کرد.

## علم و فرهنگ

### مدارس
در جهرم همانند سایر کشور پیش از تأسیس مدارس به سبک جدید، مکتب‌خانه‌ها وظیفهٔ آموزش را برعهده داشتند. اولین مدرسهٔ جدید در جهرم، دبستان محمودیّه بود که در سال ۱۳۰۲ تأسیس گردید. این مدرسه در سال ۱۳۱۴ دولتی شد و آن را خواجه نصیر نامیدند. مدرسهٔ ملی اسلامیّه و رحیمیّه نیز در سال‌های ۱۳۰۴ و ۱۳۰۶ تأسیس شده و اولین دبستان دخترانهٔ جهرم نیز در سال ۱۳۰۷ تأسیس شد. هم‌اکنون بیش از ۳۵هزار دانش‌آموز در ۳۶۳ مدرسه در این شهرستان مشغول به تحصیلند و بیش از ۹۴٪ جمعیت بالای ۶ سال این شهرستان باسواد هستند.

### دانشگاه‌ها

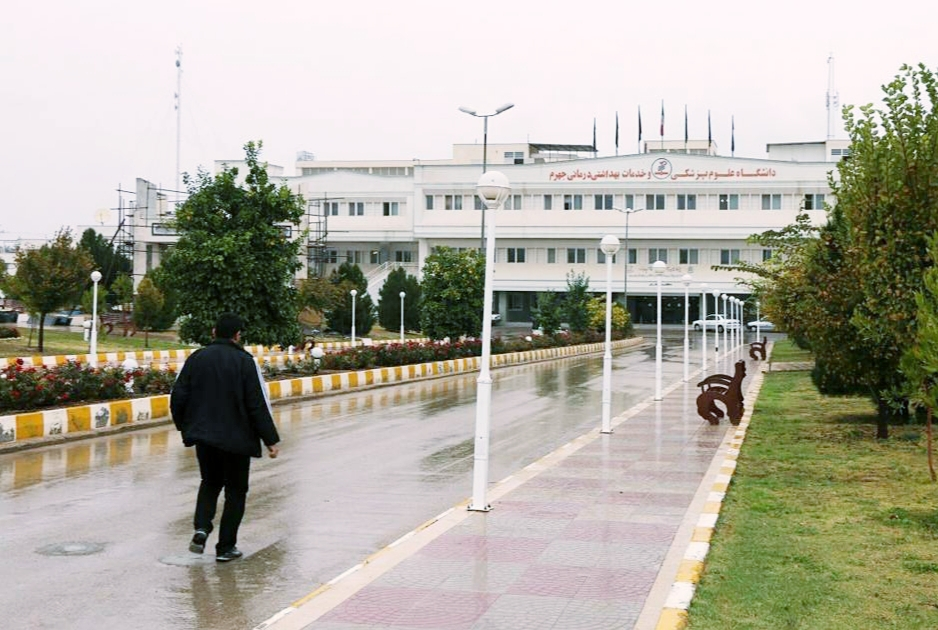
دانشکده پزشکی جهرم

جهرم شهری دانشگاهی است و حدود ۲۰ هزار دانشجو در مراکز آموزش عالی این شهر مشغول به تحصیل هستند. نخستین مرکز آموزش عالی جهرم، دانش‌سرای تربیت معلم بود که در سال ۱۳۳۵ تأسیس شد. در سال ۱۳۵۲ دانشکده علوم پایه و در سال ۱۳۵۶ دانشکده پزشکی جهرم زیر نظر دانشگاه پهلوی (دانشگاه شیراز فعلی) شروع به کار کردند که فعالیت هردو با وقوع انقلاب اسلامی متوقف شد. در سال ۱۳۶۵ دانشکده پزشکی و در سال ۱۳۸۶ مرکز آموزش عالی جهرم دوباره شروع به فعالیت کردند و با پیشرفت و گسترش روزافزون خود به ترتیب در سال‌های ۱۳۸۶ و ۱۳۹۰ به دانشگاه ارتقا یافتند.
دانشگاه آزاد اسلامی جهرم در سال ۱۳۶۷ و دانشگاه پیام نور جهرم نیز در سال ۱۳۶۸ تأسیس شدند. مؤسسه آموزش عالی غیرانتفاعی اندیشه جهرم نیز در سال ۱۳۸۴ و آموزشکده فنی و حرفه‌ای سما جهرم در سال ۱۳۸۶ شروع به کار کردند. برنامه‌هایی برای ایجاد دانشگاه فرهنگیان، دانشکده افسری، دانشکده علوم قرآنی و آموزشکده فنی و حرفه‌ای در جهرم وجود دارد.
مراکز آموزش عالی شهر جهرم به شرح زیر می‌باشند:
- دانشگاه جهرم
- دانشگاه علوم پزشکی جهرم
- دانشگاه آزاد اسلامی واحد جهرم
- دانشگاه پیام نور جهرم
- مؤسسه آموزش عالی غیرانتفاعی اندیشه
- مرکز آموزش علمی کاربردی جهاد کشاورزی فارس واحد جهرم

### سایر مراکز
کتابخانه‌ها

کتابخانه عمومی جهرم

کتابخانه‌های پرشماری در جهرم فعالند که می‌توان به کتابخانه‌های عمومی جهرم شماره ۱، ۲ و ۳، کتابخانهٔ خصوصی پیمان غدیر، کتابخانهٔ خصوصی تابش، کتابخانهٔ دانشگاه جهرم، کتابخانهٔ دانشگاه علوم پزشکی جهرم، کتابخانهٔ دانشگاه آزاد اسلامی واحد جهرم، کتابخانهٔ دانشگاه پیام نور مرکز جهرم و کتابخانه‌های مساجد، حسینیه‌ها و مراکز آموزشی اشاره کرد.
موزه
- موزه جهرم[۸۷]
- خانه‌موزه عمارت بازرگان[۸۸]

نگارخانه
- نگارخانه تارونه[۸۹]

### روز و هفته جهرم
از ۲۰ تا ۲۶ آبان ماه هر سال به عنوان هفته فرهنگ جهرم انتخاب شده و روز ۲۰ آبان ماه هم روز جهرم در نظر گرفته شده‌است. هر ساله برنامه‌های متعددی در این بازه برگزار می‌شود.

## اقتصاد و صنعت
شرایط جوی و اقلیمی جهرم ایجاب می‌کند که جهرم یک منطقهٔ کشاورزی باشد و به‌همین جهت از زمان‌های دور تاکنون جهرم، به عنوان سرزمین کشاورزی مطرح بوده‌است. باغداری و زراعت، دو بخش عمدهٔ کشاورزی جهرم را تشکیل می‌دهند و اقتصاد مردم این شهرستان برپایه این‌دو استوار است. سایر مردم عمدتاً به تجارت، پیشه‌وری و کارهای اداری مشغولند. همچنین در جهرم دو شهرک صنعتی و یک منطقهٔ ویژهٔ اقتصادی وجود دارد. واحدهای صنفی شهرستان جهرم اعم از تولیدی، فنی و توزیعی خدماتی به عدد ۴۹۱۱ می‌رسد.

### کشاورزی

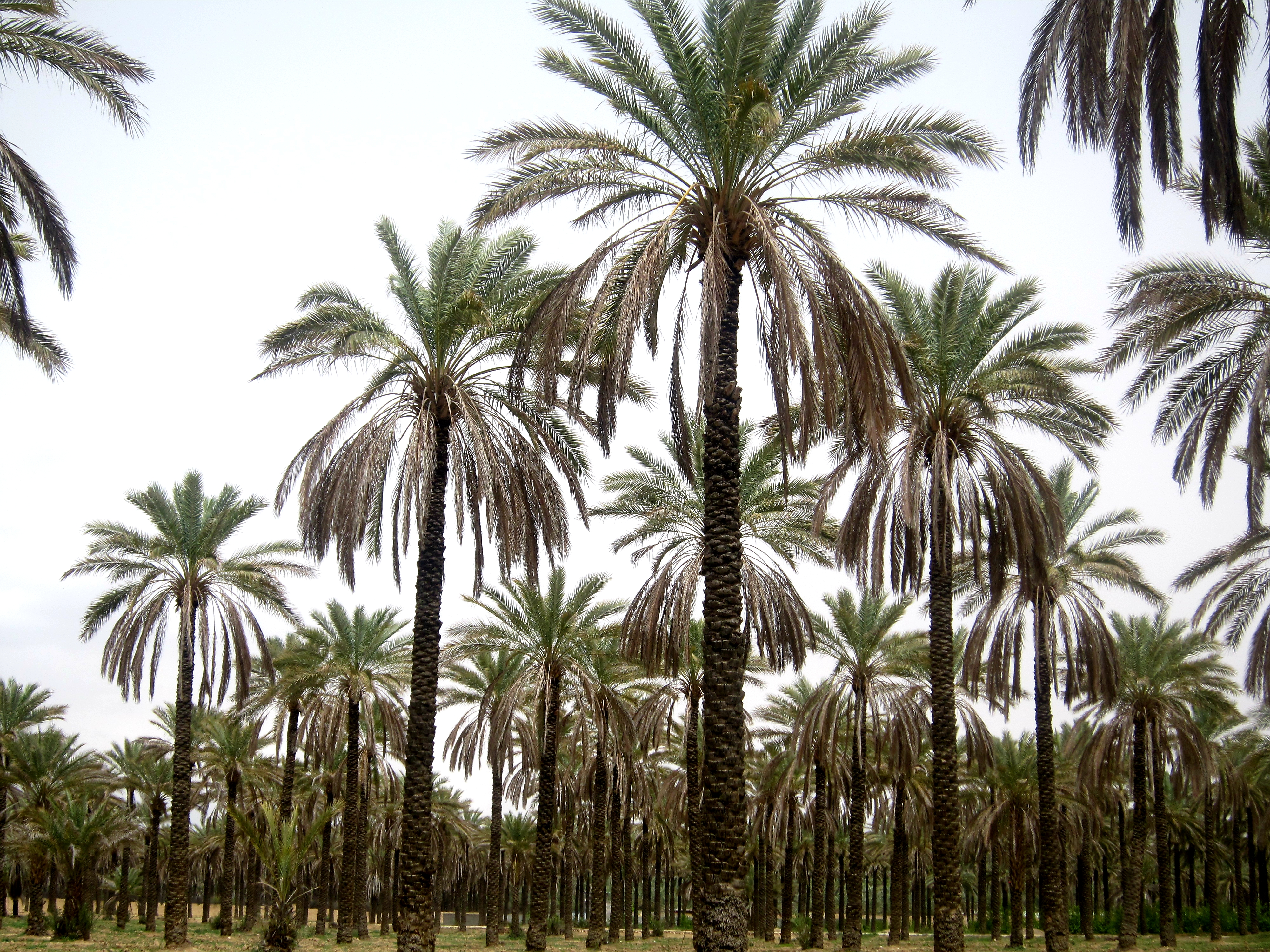
نخلستانی در جهرم

جهرم با تولید بیش از یک میلیون تن محصولات باغی در سال، و با داشتن ۳۵۰ هزار اصله درخت نخل و ۵/۳ میلیون درخت مرکبات؛ یکی از قطب‌های مهم کشاورزی ایران است. جهرم ۲/۱ درصد از خرما و ۶ درصد از مرکبات جهان را تولید می‌کند. حدود ۳۵ درصد کل لیموترش کشور جهرم در تولید می‌شود و علاوه بر مصارف داخلی به کشورهای آسیایی، اروپایی و حوزه خلیج فارس صادر می‌شود. صادرات لیمو ترش جهرم در سال ۱۳۹۴، ۱۶۵ میلیون دلار ارزآوری داشته‌است. خرمای شاهانی جهرم یکی از مرغوبترین انواع خرما در جهان است. جهرم همچنین بزرگترین مرکز تولید لیموشیرین در جهان است.
جهرم همچنین قطب بسته‌بندی و سورتینگ کشور است و سالانه بیش از ۵۰۰ هزار تن مرکبات در واحدهای صنایع تبدیلی بسته‌بندی و به دیگر استان‌ها و خارج از کشور صادر می‌شود.

### دامپروری
دامپروری این شهرستان عمدتاً به صورت کوچ نشینی انجام می‌شود که در سال‌های اخیر چندین واحد مرغداری در آن ایجاد گردیده‌است، از جمله واحد مرغداری تخم‌گذار شهرستان ۶ واحد می‌باشد و در روز ۲۵۰۰ کیلوگرم تخم مرغ تولید می‌کنند و واحدهای مرغداری گوشتی به تعداد ۱۵۸ واحد می‌رسد که سالانه ۱۰۲۰۰ تن مرغ گوشتی تولید می‌کنند و ۴ واحد گاوداری صنعتی و ۲۷۰ واحد گاوداری سنتی در این شهرستان فعال می‌باشند.

### صنایع دستی
مهم‌ترین صنعت دستی این شهرستان قالی‌بافی است به‌طوری‌که یکی از ارکان مهم رشد اقتصاد شهرستان جهرم را تشکیل داده و هر ساله نیمی از این محصولات را که شامل قالی، جاجیم و گلیم است به شهرهای دور و نزدیک صادر می‌شود. صدها سال قبل در جهرم فرشی بافته می‌شده که در تمام خاورمیانه به «جهرمیه» مشهور بوده‌است. الان اثری از این صنعت در جهرم نیست. از برگ نخل نیز صنایع دستی حصیری تهیه و تولید می‌شوند مثل: کلاه، انواع سبد، زیرانداز (سله)، بادبزن و…
طبق توصیف‌های دن گارسیا د سیلوا فیگوئروآ سفیر اسپانیا در دربار شاه عباس بزرگ، شهرت جهرم در آن دوران به کارگاه‌هایی که در آن شب‌کلاه و نمد می‌ساختند و همچنین یک نوع قبا به نام عبا که از پارچه صوف می‌بافتند، بود.

### ره‌آورد

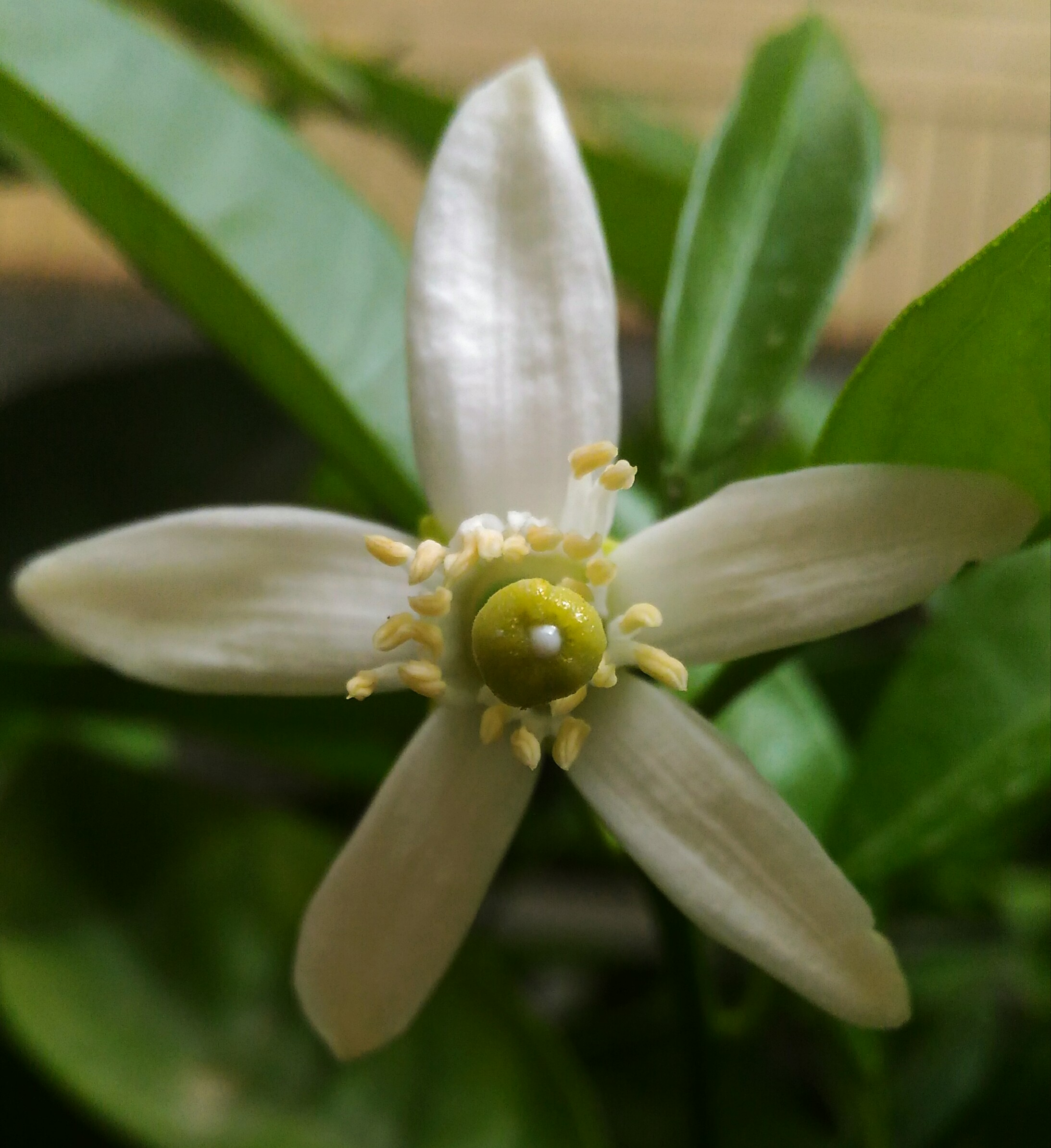
جهرم بزرگترین تولیدکننده بهارنارنج در استان فارس است

خرما به‌خصوص خرمای شاهانی، رطب، قصب و خارک؛ مرکباتی مانند لیمو ترش، لیمو شیرین، نارنگی، پرتقال، نارنج، بالنگ، بهار نارنج و آبلیمو از ره‌آوردهای عمدهٔ جهرم به حساب می‌آیند. در جهرم از خرما فراورده‌هایی مانند رنگینک، حلوا براتی، حلوا خرمایی، نان مشت، نان کماج، سرکه خرما و رولت خرما تولید می‌شود. گیوه (ملکی)، قالی، نمد، جاجیم و گلیم، ظروف مسی و حصیرهایی که از برگ نخل درست می‌شوند نیز از صنایع دستی جهرم هستند. خورش قیمه جهرمی نیز نوع منحصر به‌فردی از خورش قیمه است که تنها در جهرم طبخ می‌شود. به دلیل وجود درختان مرکبات، زغال نیز به‌طور عمده در جهرم تولید می‌شود به‌طوری‌که حدود یک هزار کورهٔ تولید زغال در این شهرستان وجود دارد.

### زیرساخت‌های مهم

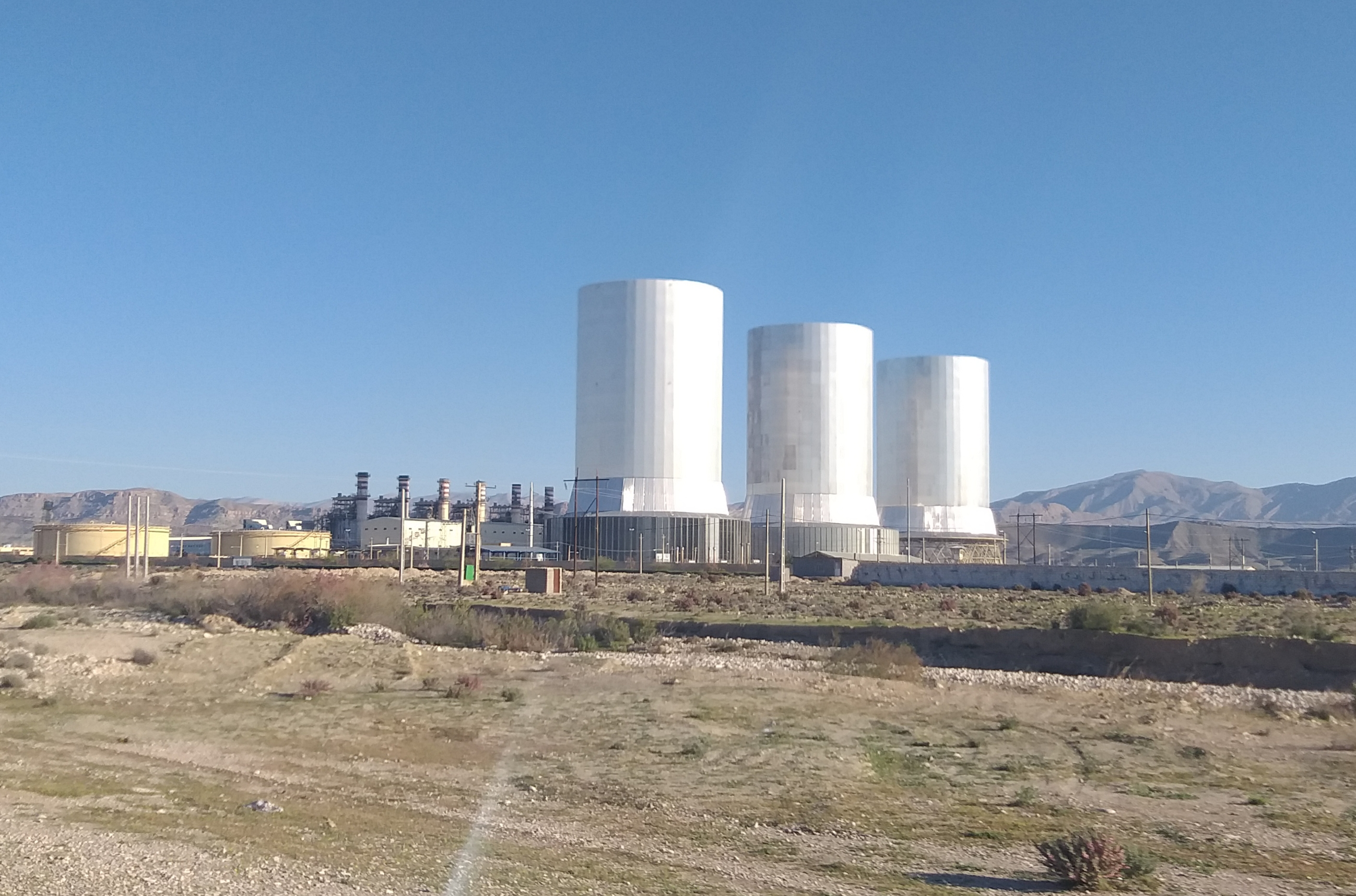
نیروگاه سیکل ترکیبی جهرم

- منطقه ویژه اقتصادی جهرم: این منطقه در جاده جهرم-شیراز و در فاصله حدود ۳۵ کیلومتر از جهرم واقع شده‌است. عملیات اجرایی منطقه ویژه اقتصادی جهرم که به عنوان نخستین منطقه ویژه استان فارس بعد از شیراز است، در دی ماه ۱۳۹۰ با حضور معاون وزیر صنعت، معدن و تجارت آغاز شد. طراحی منطقه ویژه جهرم در دو فاز به انجام رسیده‌است که فاز اول آن حدود ۷۳ هکتار و فاز دوم آن حدود ۲۶۷ هکتار و در کل حدود ۳۴۰ هکتار وسعت دارد.[۹۸][۹۹]
- بندر خشک جهرم: این بندر (دهکده لجستیک) در محدوده فاز ۲ منطقه ویژه اقتصادی جهرم به عنوان بندر پشتیبان بنادر دریایی کشور و کانون توزیع بار درحال راه‌اندازی است.[۱۴]
- پتروشیمی جهرم این پتروشیمی جزئی از مسیر خط لوله اتیلن مرکز بوده و در زمینی به مساحت ۳۰۰ هکتار در مجاورت منطقه ویژه اقتصادی جهرم در فاصله حدود ۳۵ کیلومتر از جهرم واقع شده‌است. این پتروشیمی، پلی‌اتیلن سبک خطی و سنگین با ظرفیت اسمی ۳۰۰ هزار تن در سال تولید خواهد کرد.[۱۰۰]
- شهرک صنعتی جهرم: این شهرک صنعتی با مساحت ۴۰ هکتار در ۶ کیلومتری شهر جهرم واقع شده‌است و دارای ۲۴ واحد فعال و ۲۱ واحد در حال ساخت است.[۱۰۱][۱۰۲]
- ناحیه صنعتی کوثر جهرم: این ناحیه صنعتی با مساحت ۶۷ هکتار در ۲۰ کیلومتری شهر جهرم واقع شده‌است و دارای ۱۱ واحد فعال و ۱۰ واحد در حال ساخت است.[۱۰۲]
- نیروگاه سیکل ترکیبی جهرم: این نیروگاه در زمینی به مساحت ۱۰۰ هکتار و با ظرفیت ۱۴۴۰ مگاوات در کیلومتر ۲۰ جادهٔ جهرم شیراز واقع شده‌است. این نیروگاه شامل ۶ واحد گازی ۱۵۹ مگاواتی و ۳ واحد بخار ۱۶۰ مگاواتی است.[۱۰۳]

## بهداشت و درمان

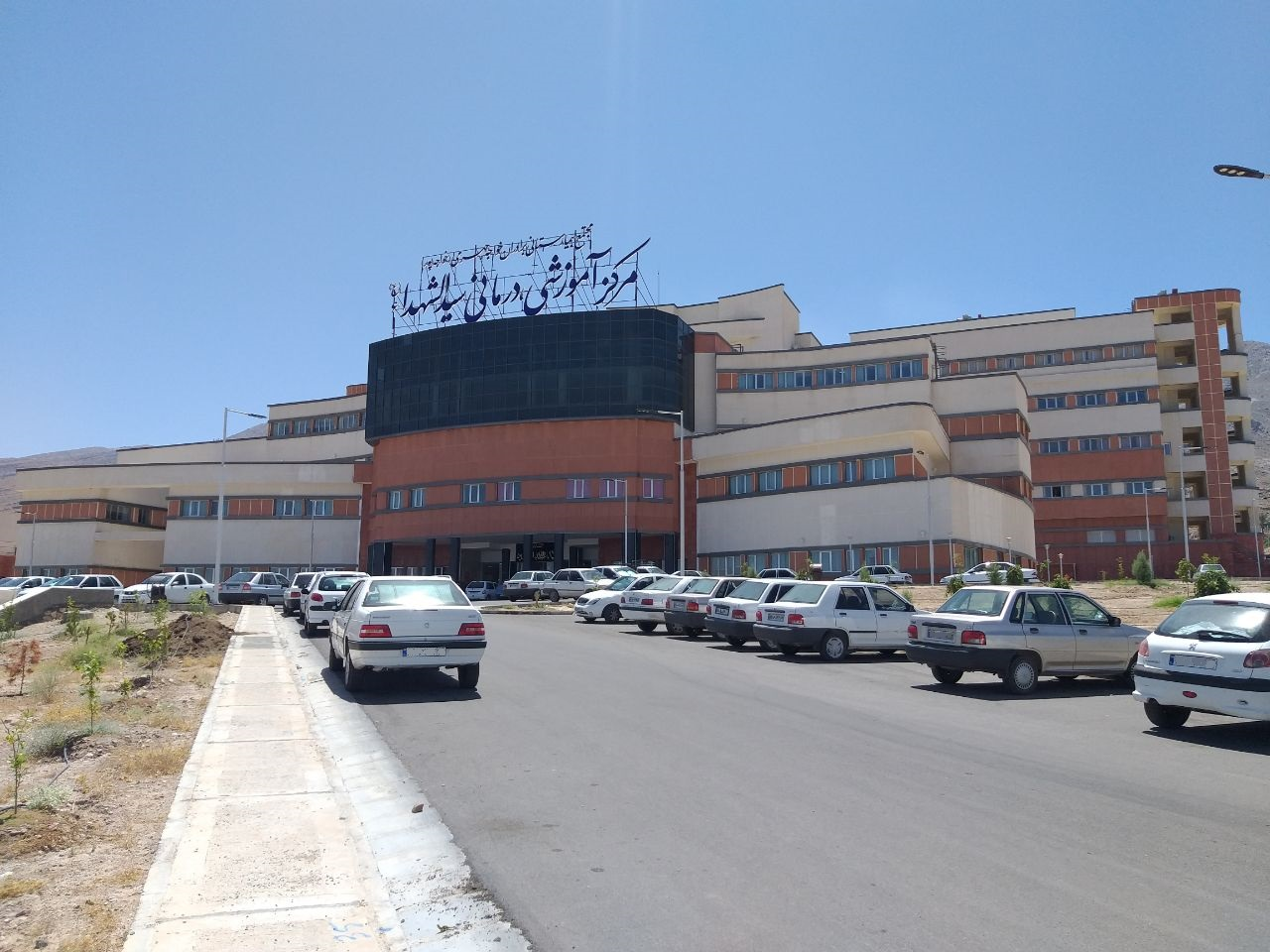
بیمارستان سیدالشهدا

جهرم با دارا بودن سه بیمارستان سیدالشهدا، استاد مطهری و پیمانیه و دو بیمارستان فوق‌تخصصی در حال ساخت قلب ابوطالبی و اعصاب و روان رحمانیان دو مرکز جراحی ایرانیان و امید و همچنین چندین مرکز مهم پزشکی و کلینیک تخصصی و فوق تخصصی، بعد از شیراز دارای بیشترین امکانات پزشکی استان است و خدمات پزشکی آن علاوه بر شهرستان جهرم، شهرستان‌های جنوبی استان فارس و استان‌های همجوار از جمله هرمزگان، کرمان، بوشهر و سیستان و بلوچستان را پوشش می‌دهد.
مرکز رشد فناوری سلامت جهرم، یکی از مراکز رشد سلامت کشور است که زیر نظر دانشگاه علوم پزشکی جهرم فعالیت داشته و ۱۳ شرکت مرتبط با حوزه سلامت در آن فعالیت می‌کنند. مرکز استریل و اتاق تمیز تجهیزات پزشکی جنوب کشور تحت پوشش این مرکز در جهرم هستند.

## سیاست
جهرم مرکز شهرستان جهرم و بخش مرکزی این شهرستان است. به عنوان یک مرکز سیاسی و اداری، نهادهای دولتی و قضایی شهرستان همانند فرمانداری ویژه و ادارات در جهرم واقع شده‌اند که برخی از آن‌ها در سطح معاونت اداره کل استان هستند. جهرم همچنین مرکز حوزه انتخابیه جهرم و خفر در مجلس شورای اسلامی است.
ادارهٔ شهر جهرم توسط شهرداری جهرم انجام می‌شود. شهردار جهرم توسط شورای شهر جهرم انتخاب شده و این شورا بر عملکرد شهرداری نظارت و برای ادارهٔ شهر قانون‌گذاری می‌کند. شهر جهرم به لحاظ اداری به چهار ناحیه تقسیم شده است.

### مجلس
جهرم مرکز حوزه انتخابیه جهرم و خفر است که در انتخابات مجلس شورای اسلامی یک نماینده دارد. تاکنون از شهرستان جهرم ۲۲ دوره پیش از انقلاب و ۱۱ دوره پس از انقلاب نماینده به مجلس معرفی شده است. شهرستان جهرم تا دوره دوم مجلس شورای ملی نماینده بوده و از از دوره سوم به بعد است که نمایندگان این شهر در مجلس حضور داشته‌اند. پس از انقلاب اسلامی نیز جهرم در تمامی دوره‌ها دارای نماینده بوده که هم‌اکنون محمدرضا رضایی کوچی نمایندگی این حوزه را در بر عهده دارد.

### فرمانداری
فرمانداری جهرم در سال ۱۳۲۳ تأسیس شد. فرمانداری این شهرستان در سال ۱۳۹۲ به فرمانداری ویژه ارتقا یافت. فرمانداری ویژه بخش عمده‌ای از اختیارات استانداری را دارد و تشکیلاتی است که از فرمانداری گسترده‌تر، توانمندتر و بزرگتر ولی از استانداری کوچکتر و محدودتر است.
فرمانداری ویژهٔ جهرم دارای ۳ معاونت «سیاسی، امنیتی و اجتماعی»، «برنامه‌ریزی و توسعه» و «هماهنگی امور عمرانی» است.

### شورای شهر
نخستین انتخابات شورای اسلامی شهر جهرم در سال ۱۳۷۷ برگزار شد و این شورا در ۹ اردیبهشت ۱۳۷۸ شکل گرفت. مهم‌ترین وظایف آن نیز شامل انتخاب شهردار، برکناری شهردار، نظارت بر عملکرد شهرداری، تصویب بودجهٔ شهرداری و سازمان‌های وابسته به آن، تصویب آیین‌نامه‌ها و انجام امور نظارتی جهت بهبود کیفیت زندگی شهروندان است.
اکنون شورای شهر جهرم ۷ عضور اصلی و ۵ عضو جانشین دارد.

### شهرداری
ادارهٔ جهرم بر عهدهٔ شهرداری جهرم است که در سال ۱۳۰۴ پس از شهرداری شیراز به عنوان دومین شهرداری استان فارس تشکیل شد. مدیریت این سازمان را شهردار جهرم بر عهده دارد. اکنون شهردار جهرم با حکم شورای شهر جهرم انتخاب می‌شود اما پیش از این با حکم وزیر کشور ایران منصوب می‌گردید. شهرداری جهرم هم‌اکنون دارای شهرداری درجه ۹ می‌باشد و از این نظر، پس از شهرداری شیراز در استان فارس رتبه دوم را داراست.
شهرداری جهرم دارای ۴ ناحیه، ۳ معاونت و ۶ سازمان می‌باشد.

## ارتباطات

### صدا و سیما
جهرم بعد از مراکز استان‌ها و دو شهر مهاباد و کیش نخستین شهری است به امکانات پخش زنده تلویزیونی مجهز شده‌است. اخبار هر هفته از استودیوی دفتر خبر صدا و سیمای جهرم به‌طور زنده و مستقیم از طریق فیبر نوری به صدا و سیمای فارس منتقل و پخش می‌شود.
رادیو جهرم از سال ۱۳۵۶ در این شهرستان شروع به کار کرده‌است. رادیو جهرم در ایام انقلاب و دوران دفاع مقدس دارای فعالیت گسترده‌ای بوده و هرهفته از نماز جمعه جهرم پخش مستقیم داشته‌است؛ ولی این رادیو پس از ۳۵ سال فعالیت، از ادامه کار بازماند. هرچند اخیراً برنامه‌هایی برای راه‌اندازی دوبارهٔ آن وجود دارد. هم‌اکنون رادیو اینترنتی اخبار جهرم در شهر فعال است.

### تلفن
تاریخ ارتباطات مخابراتی در استان فارس، به حدود یکصد سال پیش می‌رسد. کل شماره‌های منصوبه در استان فارس تا زمان پیروزی انقلاب اسلامی چهل و هفت هزار شماره بود، که ۲۵۰۰۰ شماره در شهر شیراز و مابقی در شهرهای جهرم و آباده مشغول به کار بود.
در سال‌های اخیر، تحولات عظیمی در سیستم‌های مخابراتی این شهرستان صورت گرفت و رشد چشمگیری در توسعه ارتباطات حاصل شد. احداث مراکز تلفن دیجیتال در نقاط شهری و روستایی شهرستان، ساخت ایستگاه‌های مخابراتی، راه‌اندازی شبکه دیتا، راه‌اندازی تلفن همراه، پروژه بزرگ فیبر نوری شهر جهرم و دیگر خدمات گسترده مخابراتی از جمله این تحولات در سال‌های اخیر می‌باشد.

### اینترنت
دسترسی به اینترنت در جهرم از روش‌های مختلفی از جمله dial-up، ADSL و WiMAX امکان‌پذیر است. همچنین دو شرکت ایرانسل و مبین‌نت نیز به ارائه سرویس WiMAX در این شهر می‌پردازند. علاوه بر این می‌توان از طریق سه اپراتور همراه اول، رایتل و ایرانسل از اینترنت 4G استفاده کرد.

## ترابری

### جاده‌ها و بزرگراه‌ها
بزرگراه جهرم – شیراز به طول ۱۷۰ کیلومتر یکی از محورهای پرتردد و شریانی استان فارس و یکی از مهم‌ترین راه‌های ارتباطی استان فارس به استان هرمزگان به‌شمار می‌آید و در مسیر کریدور شمال به جنوب قرار دارد. بزرگراه در حال ساخت جهرم – لارستان به طول ۱۵۵ کیلومتر نیز یکی از دیگر محورهای مواصلاتی پرتردد استان محسوب می‌شود و پیش‌بینی می‌شود تا سال ۱۴۰۴ به بهره‌برداری کامل برسد. دو محور عمده دیگر جهرم محورهای جهرم-فسا و جهرم-قیر هستند که هر دو در حال تبدیل به بزرگراه می‌باشند.
از دیگر محورهای جهرم می‌توان به جاده جهرم-سیمکان-میمند، جاده جهرم-خاوران-سروستان، جاده جهرم-دبیران-زرین‌دشت و جهرم-هکان اشاره کرد.

### فرودگاه

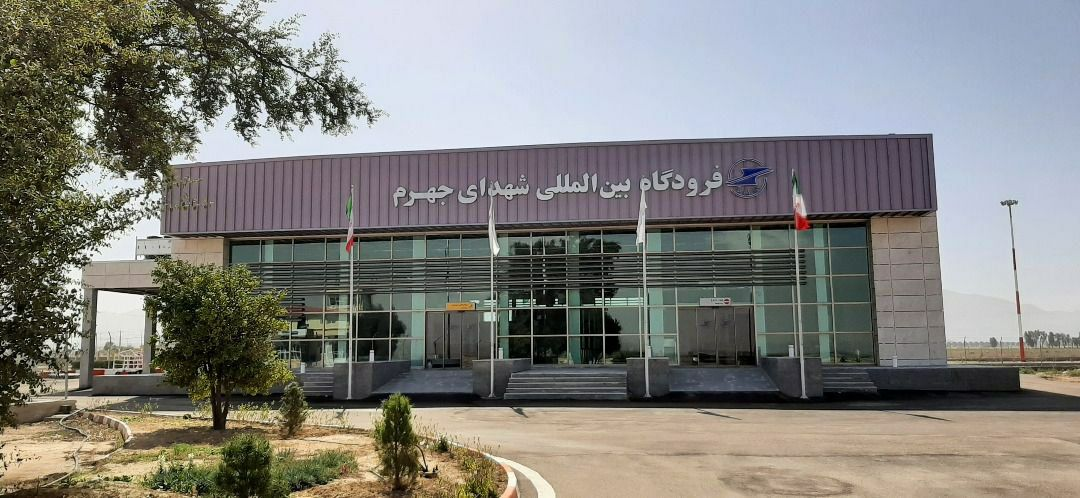
فرودگاه بین‌المللی شهدای جهرم

فرودگاه بین‌المللی شهدای جهرم از سال ۱۳۴۸ فعالیت خود را به عنوان دومین فرودگاه استان فارس آغاز کرده‌است. این فرودگاه در فاصلهٔ ۳ کیلومتری شمال شهر جهرم واقع شده و دارای پروازهایی به مقاصد تهران، مشهد و چابهار است.

### راه‌آهن
جهرم از دو مسیر ریلی به شبکه راه‌آهن سراسری متصل می‌شود. راه‌آهن جهرم در مسیر اول قطعه‌ای از راه‌آهن در دست احداث شیراز-بندرعباس می‌باشد. این مسیر راه‌آهن به‌صورت یک خطه از بندرعباس آغاز و پس از گذر از لار و جهرم در منطقهٔ کوار به راه‌آهن شیراز-بوشهر متصل می‌شود. مسیر دوم که در سال ۱۳۹۷ طراحی شده‌است راه‌آهن جهرم-سروستان-شیراز می‌باشد که جهرم را از طریق سروستان به راه‌آهن شیراز-گلگهر متصل می‌کند.

### پایانه مسافربری
پایانهٔ شهید بهمن رحمانیان، پایانه اتوبوس‌های بین شهری در شمال شهر جهرم است که همه روزه دارای سرویس‌هایی به مقاصد تهران، شیراز، اصفهان، بندرعباس و لار است.

### تاکسی‌رانی
ناوگان تاکسیرانی جهرم مشتمل بر ۱۲۰۰ خودروی تاکسی می‌باشد که در چهار گروه تاکسی‌های گردشی، خطی، آژانس و بی‌سیم به خدمات‌رسانی به شهروندان مشغولند. همچنین سه سرویس تاکسی آنلاین اسنپ، بادسان و ماکسیم در جهرم فعال هستند.

### اتوبوس‌رانی
ناوگان اتوبوسرانی جهرم مشتمل بر تعداد ۴۳ دستگاه اتوبوس و ۱۱ دستگاه مینی‌بوس می‌باشد که تحت مدیریت و نظارت سازمان اتوبوسرانی جهرم و حومه در ۱۵ خط تا شعاع ۲۵ کیلومتری شهر جهرم مشغول به ارائه خدمات هستند.

## نگارخانه

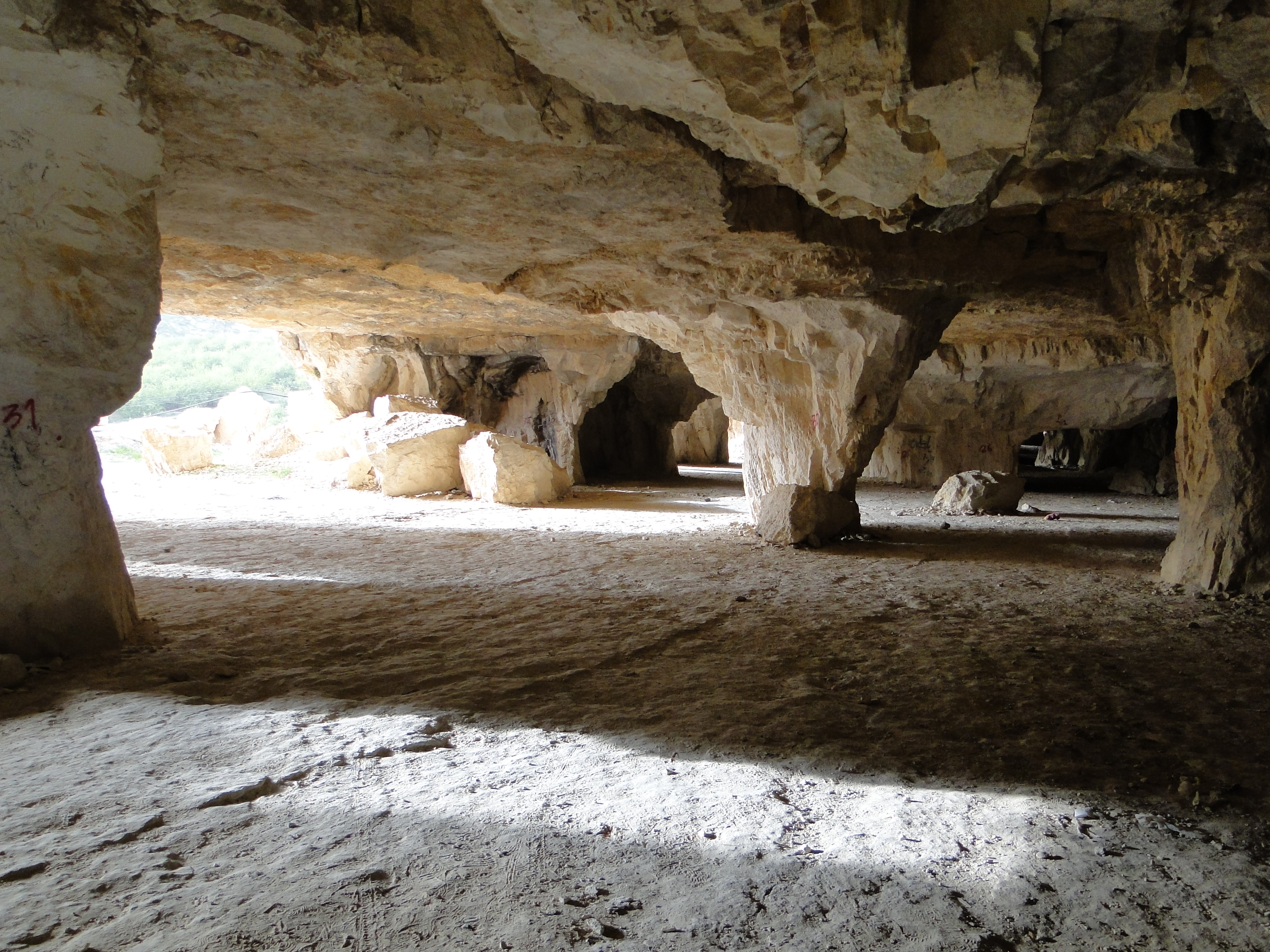
نمایی از درون غار سنگتراشان
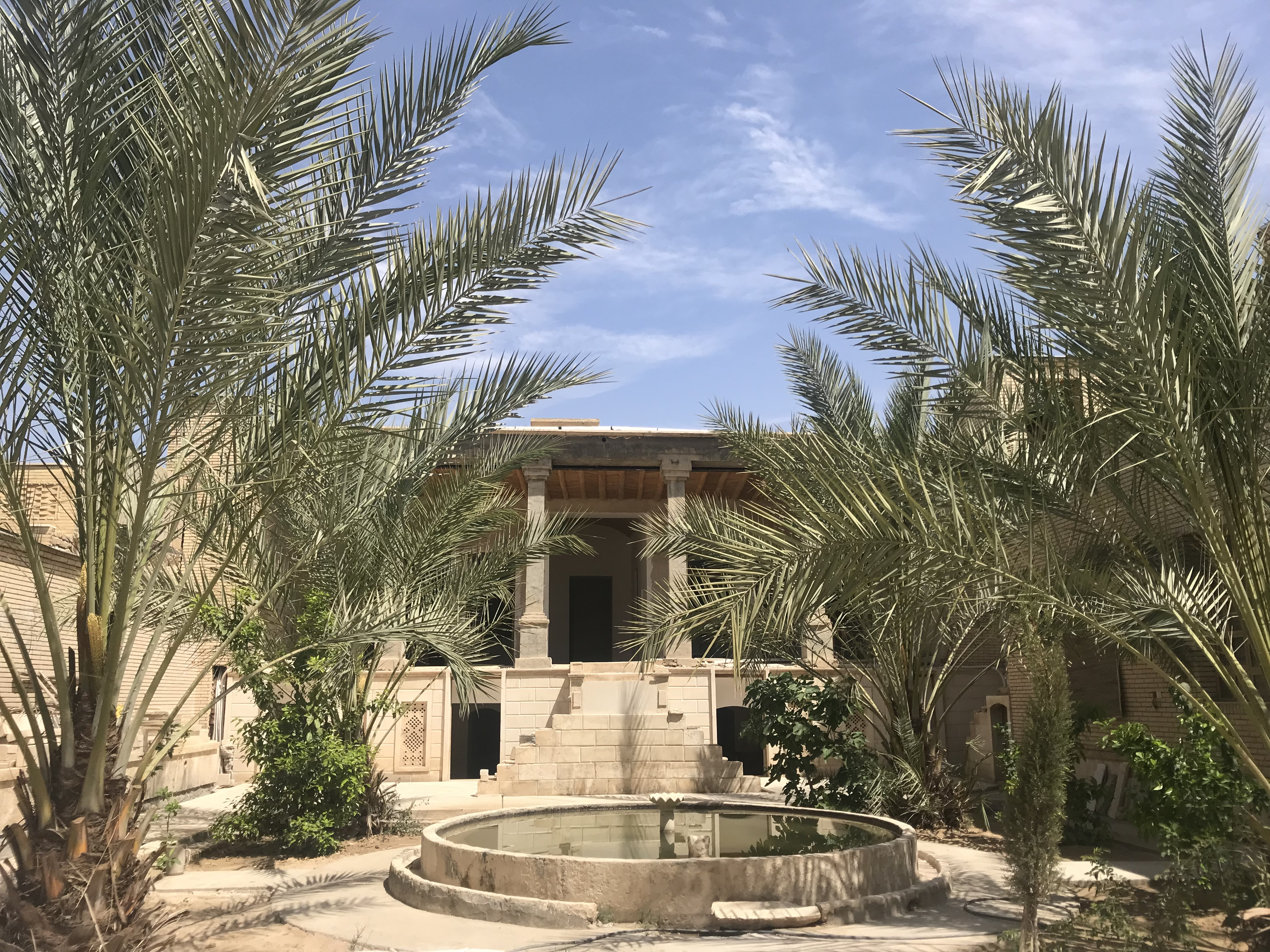
خانه طوفان
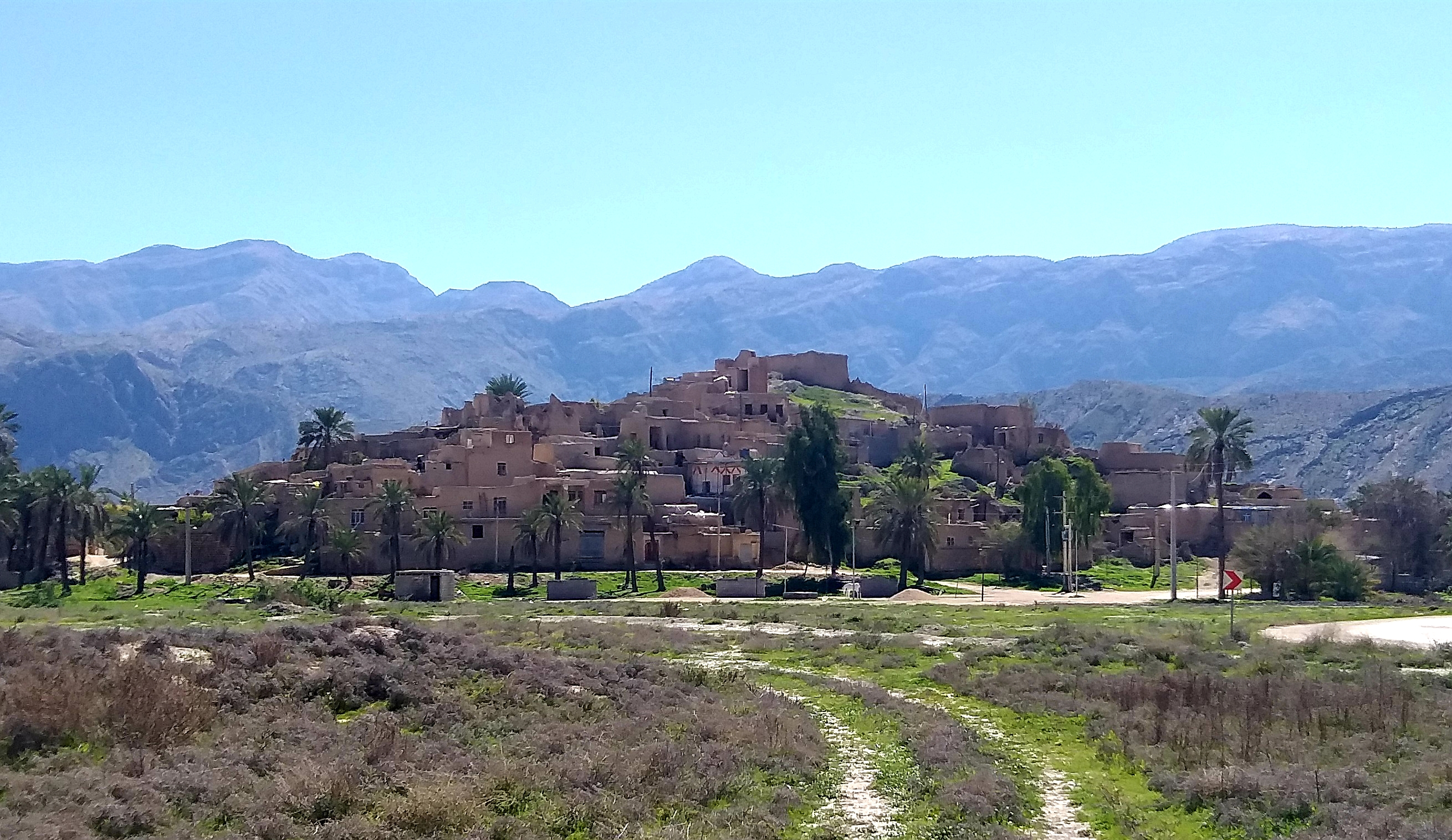
روستای پلکانی قلات
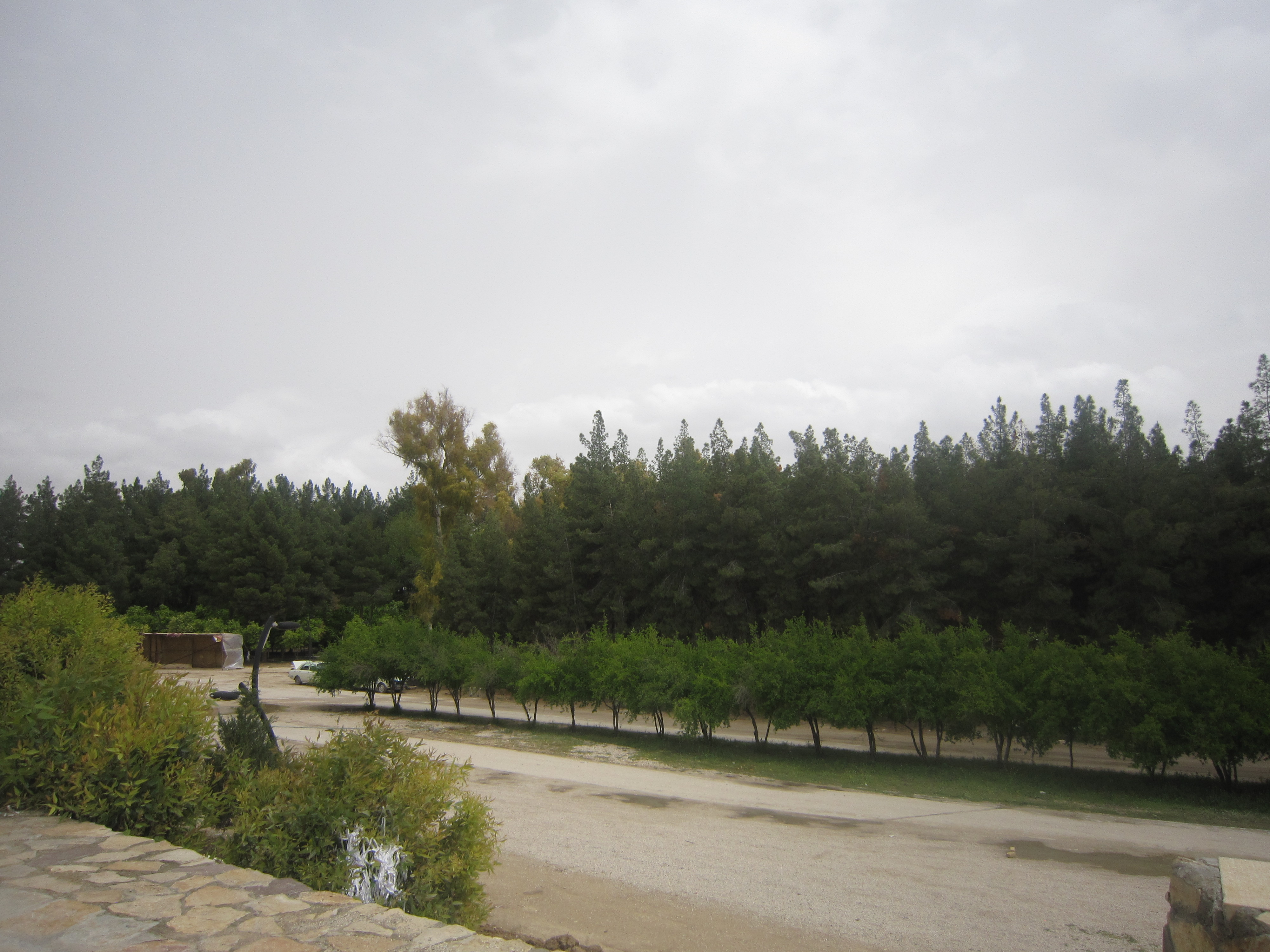
پارک بزرگ شهر
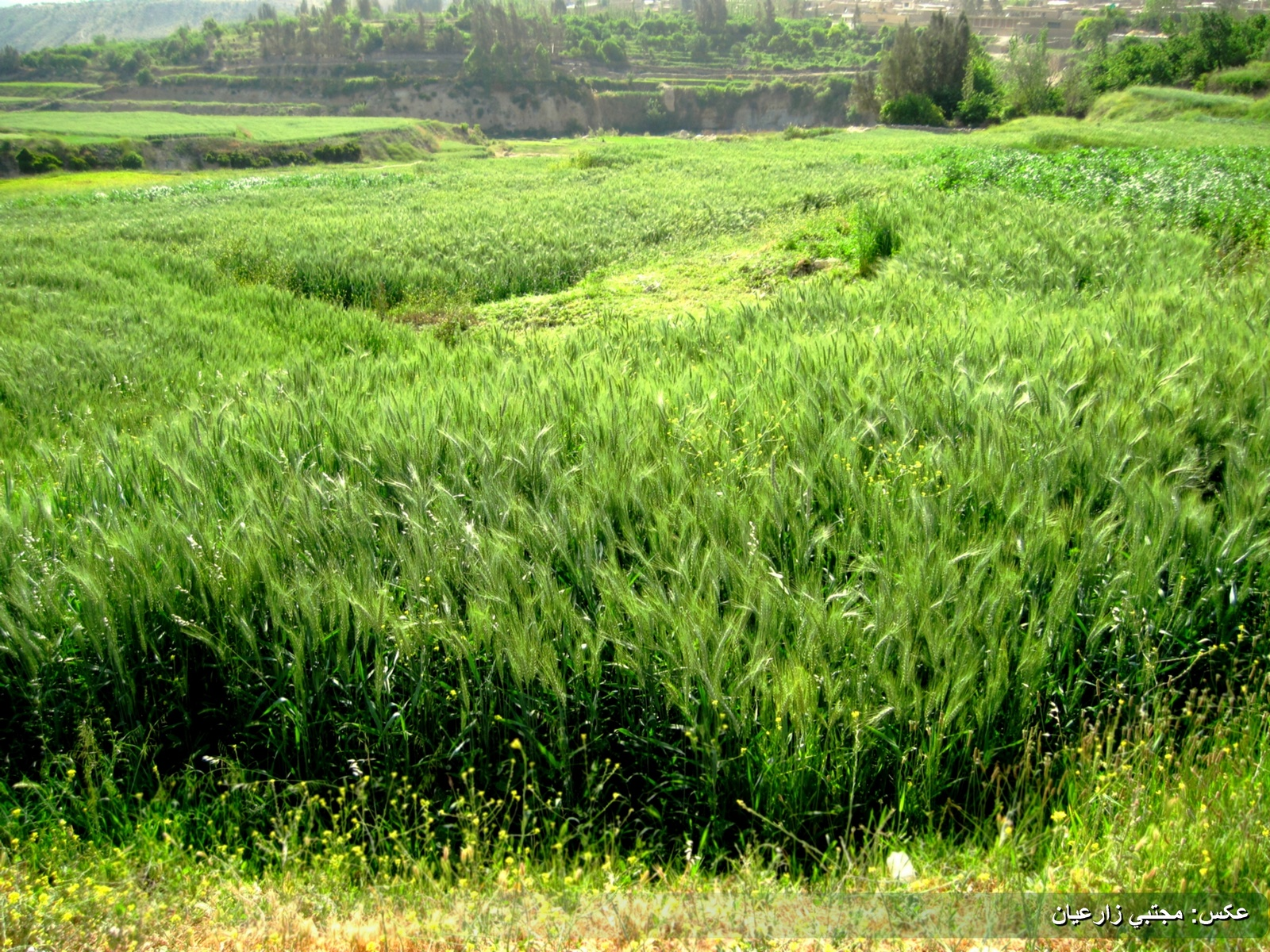
کشاورزی در جهرم
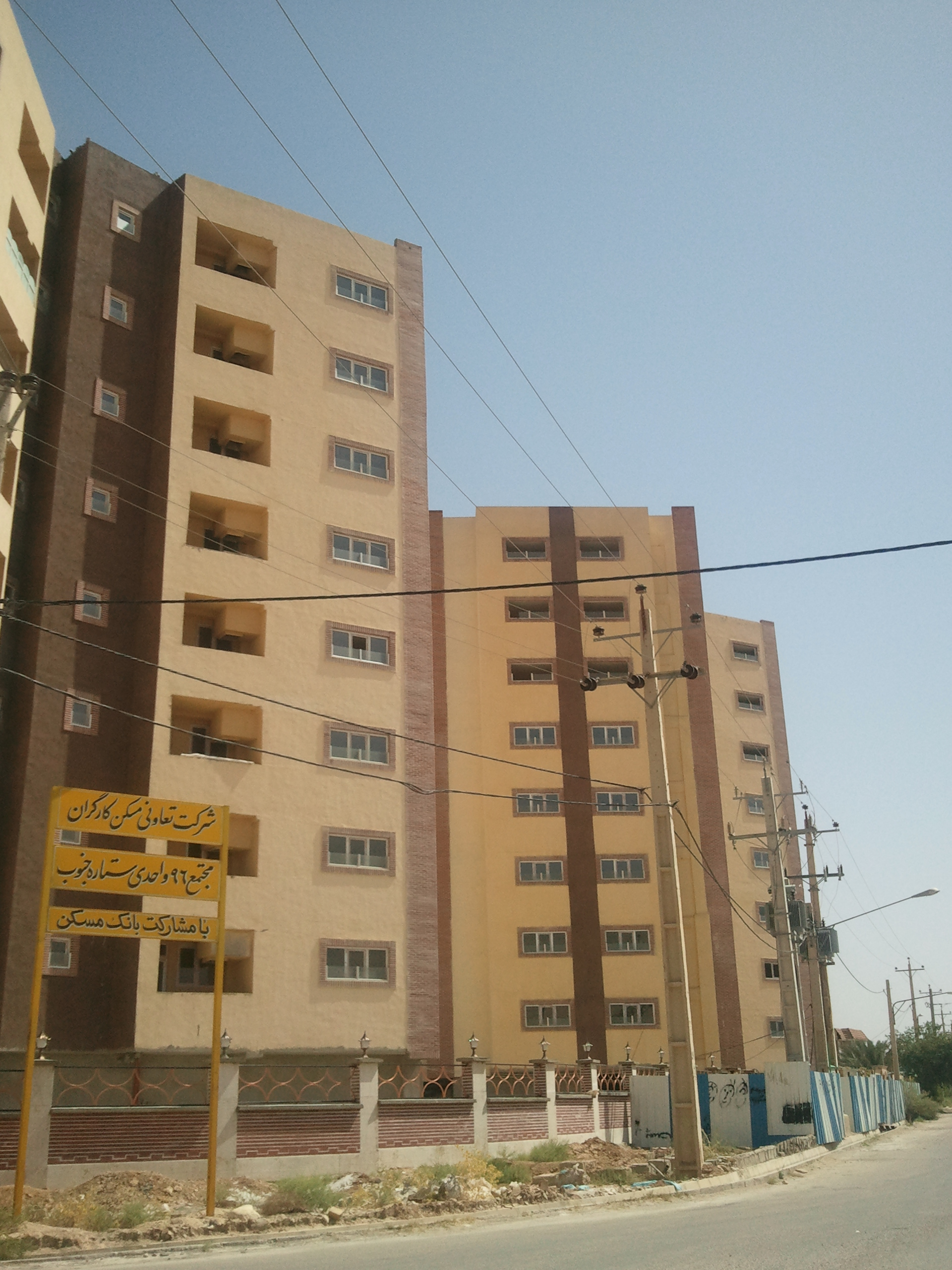
آپارتمان‌هایی در جهرم
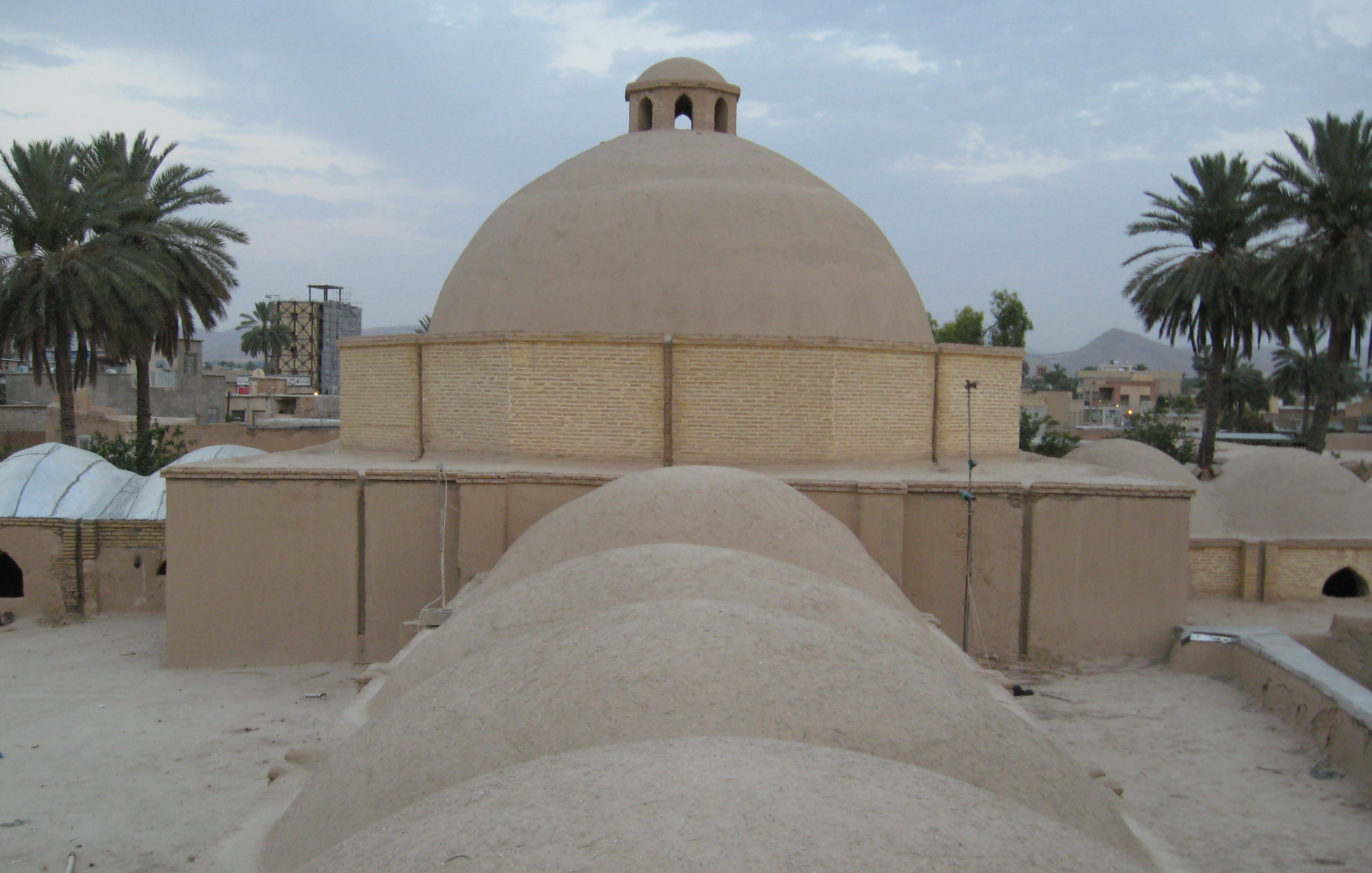
گنبد بازار جهرم
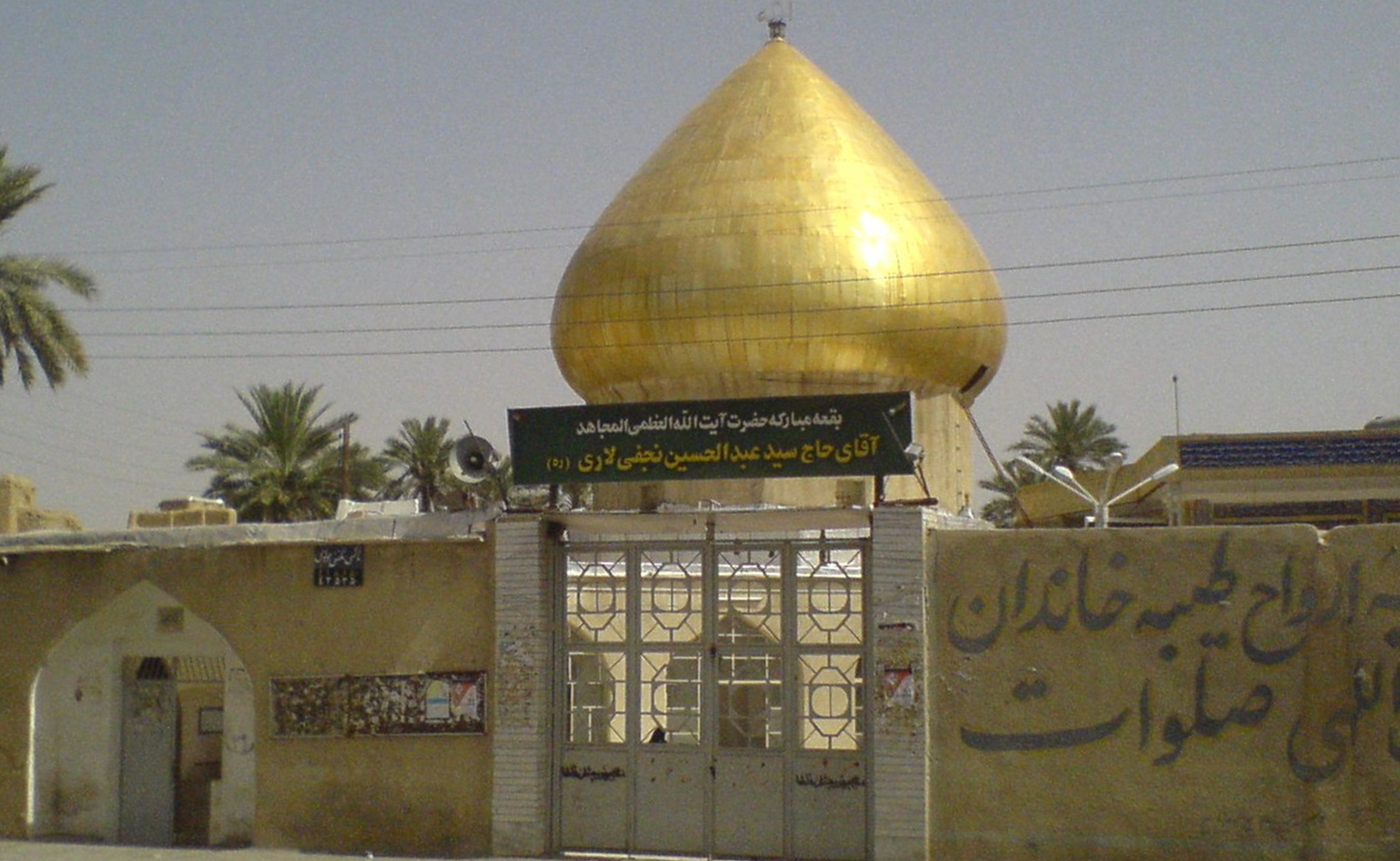
مرقد سید عبدالحسین لاری